# اصلاحات انگلستان

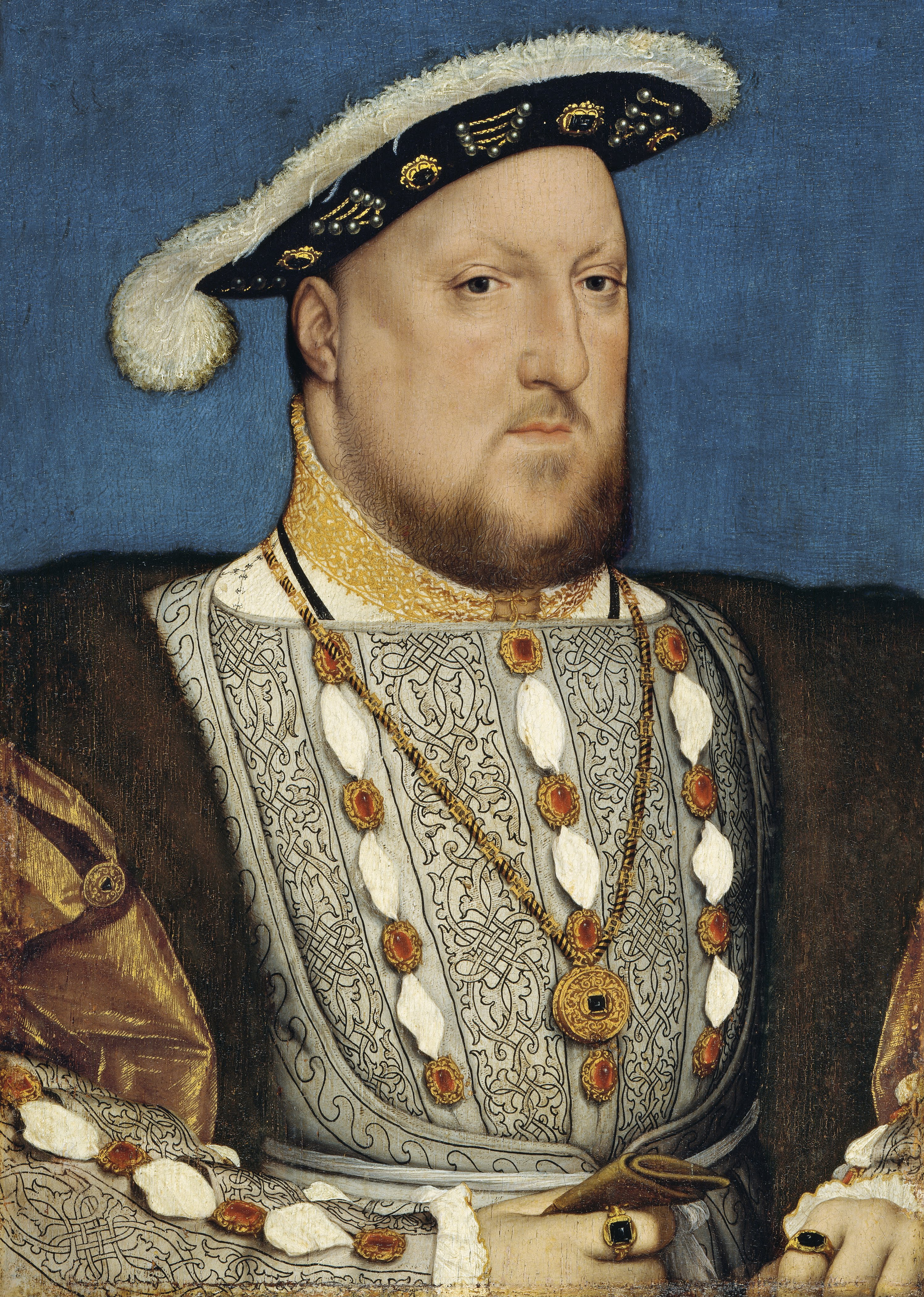
پادشاه هنری هشتم که دین مردم انگلستان را از مسیحیت کاتولیک به پروتستانتیسم انگلیکان تغییر داد. پرتره اثری از هانس هلباین پسر. موزه تیسن-بورنمیسا، شهر مادرید.

اصلاحات انگلستان (انگلیسی: English Reformation)  سلسله اقداماتی که در قرن ۱۶ میلادی معروف به دوره تودور در انگلستان اتفاق می‌افتد و منجر به جدایی کلیسای انگلستان از حوزه اختیار پاپ و کلیسای کاتولیک می‌شود. این اقدامات متصل به زنجیره ای از تحولات در اروپاست که با نام اصلاحات پروتستانی شناخته می‌شود. جنبشی دینی و در حین حال سیاسی که تأثیر بسزایی بر مسیحیت در غرب و مرکز اروپا داشت.
از نظر ایدئولوژیک، این مفهوم انسان‌گرایی رنسانس بود که زمینه‌ساز اصلاحات شد، اعتقادی که به کتاب مقدس به عنوان تنها منبع ایمان مسیحیان می نگریست و در حین حال منتقد اعمال مذهبی بود که بر اساس جهل و خرافه ساخته و پرداخته شده‌اند. نقطه ی عطف حوادث زمانی بود که اعتقادات مارتین لوتر سه سال بعد از اعلامیه ی معروف او در سال ۱۵۲۰ در انگلیس شناخته شد و مورد بحث قرار گرفت البته که در آن زمان پروتستان‌ها هنوز در اقلیت بودند و به عنوان بدعت گذار  شناخته می‌شدند. در ادامه اما مفهومی که به عنوان اصلاحات انگلستانی شناخته می‌شود بیشتر بر پایه اختلافات سیاسی بوجود آمد تا مناقشه‌ای دینی.
در سال ۱۵۲۷، هنری هشتم از پاپ درخواست لغو ازدواج خود را کرد، اما پاپ کلمنت هفتم نپذیرفت. در پاسخ، پارلمان اصلاحات (۱۵۳۲–۱۵۳۴) قوانینی را تصویب کرد که اقتدار پاپ را در انگلستان محدود و هنری را به عنوان رئیس کلیسای انگلستان اعلام کرد؛ در نتیجه ی این قانون، اکنون صاحب نظر نهایی در اختلافات دینی پادشاه بود. البته هنری خود در زمینه ی مسائل مذهبی، محافظه کار بود، اما برای حمایت و اجرای برنامه های مذهبی خود لاجرم به پروتستان‌ها توجه زیادی نمود.
الهیات و عبادت در کلیسای انگلستان طی سلطنت پسر هنری یعنی ادوارد ششم (۱۵۴۷–۱۵۵۳) عمدتاً مطابق با خطوطی که اسقف اعظم توماس کرنمر تعیین کرده بود به‌طور قابل توجهی پروتستانی شد. اما در زمان ماری یکم (۱۵۵۳–۱۵۵۸)، آیین های کلیسای کاتولیک احیا شد و کلیسای انگلستان برای مدت کوتاهی دوباره تحت استیلای پاپ قرار گرفت. الیزابت یکم در توافق مذهبی الیزابت دین پروتستان را به شیوه‌ای معتدل تر دوباره معرفی کرد. با این وجود، اختلافات بر سر ساختار، الهیات و عبادت های کلیسای انگلستان برای نسل‌ها ادامه یافت.
به‌طور کلی تصور می‌شود که اصلاحات انگلیس در طول سلطنت الیزابت یکم (۱۵۵۸–۱۶۰۳) به پایان رسیده‌است، اما محققان همچنین از «اصلاحات طولانی» صحبت می‌کنند که تا قرن‌های ۱۷ و ۱۸ به درازا کشیده شده‌است. این دوره ی زمانی شامل اختلافات خشونت‌آمیز بر سر مذهب است که در حوادثی ماننذ جنگ‌های داخلی انگلستان (۱۶۴۲–۱۶۵۱) و اعدام چارلز یکم به وضوح قابل لمس است. پس از بازگردانی پادشاهی به چارلز دوم، کلیسای انگلستان به عنوان تنها کلیسای مشروع و قانونی وجود داشت، اما تعدادی کلیساهای ناسازگار نیز وجود داشتند که اعضای آن از محدودیت های مدنی مختلف رنج می‌بردند تا اینکه سال‌ها بعد این محدودیت ها برطرف شدند. در مورد تعداد معتقدان به کلیسای کاتولیک می‌توان گفت اقلیت قابل توجه اما رو به کاهشی از مردم از اواخر قرن ۱۶ تا اوایل قرن ۱۹، همچنان معتقد به مسیحیت کاتولیک در انگلستان باقی ماندند، البته وجود کلیسای آنها تا قانون فراغت دینی سال ۱۸۲۹ غیرقانونی شناخته می‌شد.

## تقابل ایده‌های مذهبی
انگلستان قرن شانزدهم را به عنوان یک کشور کاتولیک آغاز کرد. در آیین کاتولیک به مردم تعلیم داده می‌شد که افراد پشیمان می‌توانند با انجام کارهای خوب برای  خدا در رستگاری خود شتاب کنند. برای رسیدن به فیض در مسیحیت به هفت‌آیین اشاره شده‌است - این آیین‌های هفتگانه عبارت‌اند از: ۱. غسل تعمید ؛۲. تدهین؛ ۳. اعتراف به گناه و آیین توبه؛ ۴. تبرک و عشای ربانی؛ ۵. ازدواج؛ ۶. آخرین تدهین؛ ۷. دست‌گذاری (تفویض مقام روحانیت). در مرکزیت عبادات کلیسای کاتولیک مراسم عشای ربانی است که در این مراسم، یک کشیش نان و شراب را تقدیس می‌کرد تا از طریق تبدیل جوهری (دگرگونی) به بدن و خون مسیح تبدیل شود. کلیسا تعلیم داد که به نام حضار در کلیسا، کشیش به خدا همان به صلیب کشیده شدن مسیح را تقدیم می‌کرد که کفاره گناهان بشریت را فراهم می‌آورد. مراسم عشای ربانی همچنین شامل دعا می‌شد که بوسیله آن به ارواح درون برزخ کمک می‌شد. در حالی که توبه مجازات مرتبط با گناه را از بین می‌برد، مسیحیت کاتولیک آموزش می‌داد که برخی عواقب گناه‌ها همچنان باقی می‌ماند. اعتقاد بر این بود که اکثر مردم با این عواقب ناخشنود به انتهای زندگی خود می‌رسند و باید مدتی را در برزخ بگذرانند. زمان در برزخ را می‌توان از طریق آمرزش‌نامه و دعا برای اموات که به محشور شدن با اولیای الهی منتهی می‌شود، کاهش داد.
جنبش لولاردی برگرفته از نوشته‌های جان ویکلیف، الهی‌دان قرن چهاردهمی، بر تقدم کتاب مقدس تأکید کرد و بر موعظه برای مراسم عشای ربانی پافشاری می‌کرد البته مورد دوم را چیزی جز یادبود ساده نمی‌دانست. اگرچه لولاردها در قرن پانزدهم تحت آزار و اذیت فراوانی قرار گرفتند و در نهایت از نظر تعداد و نفوذ بسیار کاهش یافتند، لولاردی‌ها را می‌توان از جمله مثال‌های جنبش فکری پیشا-پروتستانتیسم در نظر گرفت.
اومانیست‌های رنسانس، مانند دسیدریوس اراسموس (که مدتی در انگلستان زندگی کرد)، جان کولت و تامس مور، خواستار بازگشت به منابع در ایمان مسیحی شدند - متون مقدس آنگونه که از طریق مطالعات متنی و زبانی درک می‌شوند — و می‌خواست کتاب مقدس را به زبان عامیانه در دسترس قرار دهد. اومانیست‌ها از اعمال خرافه و فساد روحانی‌ها انتقاد کردند و در عین حال بر اولویت تقوای درونی بر مناسک دینی تأکید داشتند. برخی از رهبران اولیه پروتستان قبل از پذیرش جنبش جدید، مرحله اومانیستی را پشت سر می‌گذاشتند.
اما در نهایت اصلاحات پروتستانی توسط یک راهب آلمانی به نام مارتین لوتر آغاز شد. در اوایل دهه ۱۵۲۰ بود که نظرات لوتر در انگلستان شناخته شد و مورد بحث قرار گرفت. شاخصه اصلی اعتقادات لوتر به رسمیت شناختن اصل رستگاری با داشتن ایمان و نه با انجام کارهای نیک است. بدین صورت که الطاف الهی شامل حال شما می‌شود و بدست آوردنی نیست. به عبارت دیگر رستگار شدن انسان هدیه ای از سوی پروردگار به خاطر داشتن ایمان است.
اگر سخنان لوتر صحیح باشد بنابراین مراسم هفت‌آیین، عشای ربانی، صدقه دادن، شفاعت قدیسان، دعا برای مردگان، رفتن به زیارت و تکریم آثار مقدس واسطه ای برای لطف الهی نیستند. در این صورت باور داشتن به این مسائل در بهترین حالت خرافه و در بدترین حالت بت‌پرستی خواهد بود. پروتستان‌های اولیه اعمال کاتولیک مانند اعتراف برای کشیشان، تجرد الزامی روحانیون و الزامات روزه گرفتن و نذر دادن را ناگوار می‌شمردند و از نظر معنوی ظالمانه به تصویر می‌کشیدند. در باور پروتستان‌ها وجود برزخ نه تنها فاقد هرگونه مبنایی در کتاب مقدس بود، بلکه روحانیون نیز متهم شدند که برای رها شدن عبادت کننگان و توده‌های مردمی از ترس برزخ به کسب درآمد روی آورده‌اند. کاتولیک‌ها در مخالفت خود اعلام می‌کردند رستگاری صرف بر اساس ایمان مجوزی برای انجام اعمال گناهکارانه است.

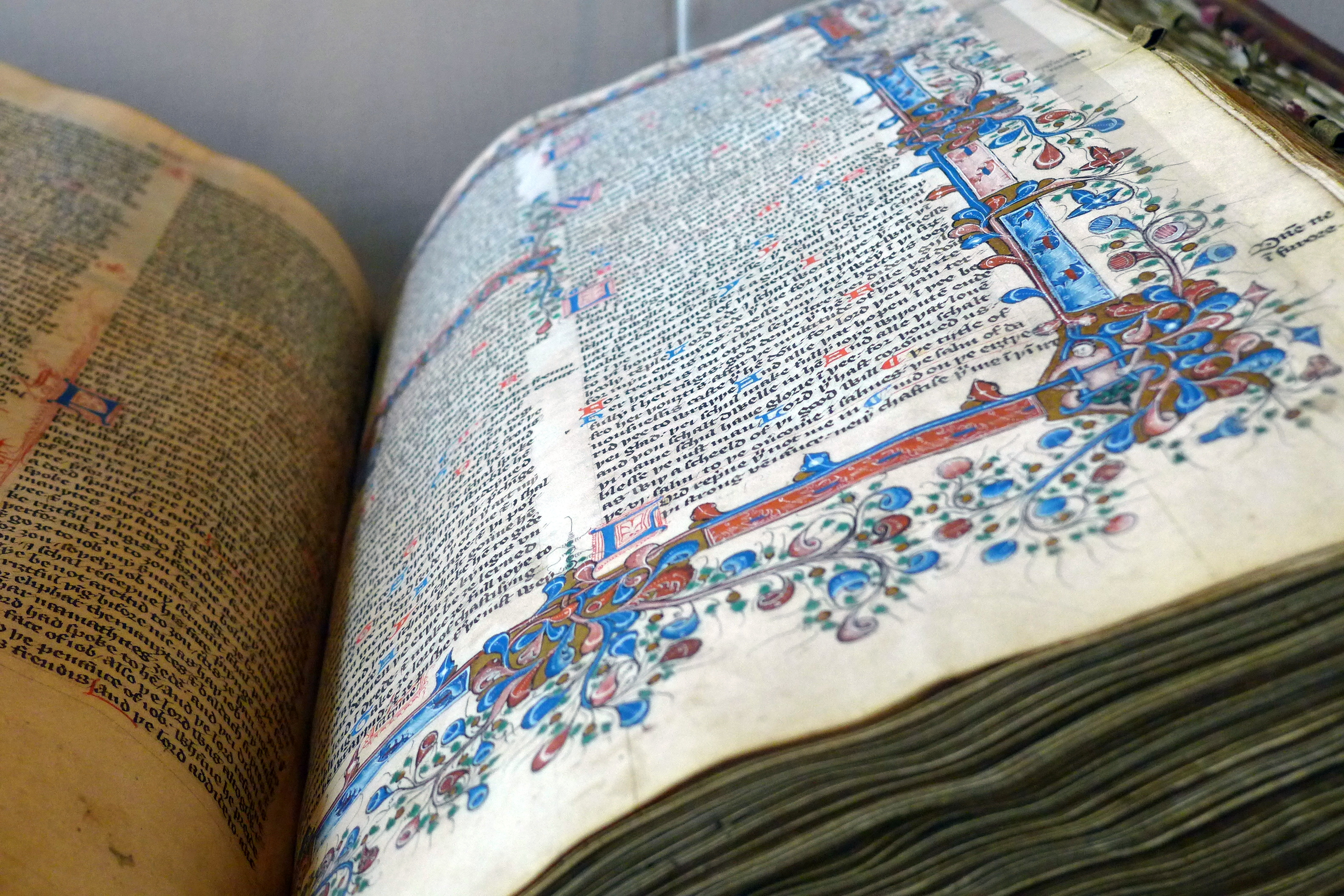
انجیل تیندل اساس ترجمه‌های انگلیس بعدی بود.

انتشار عهد جدید انگلیس بوسیله ویلیام تیندل در سال ۱۵۲۶ به گسترش افکار پروتستانی کمک کرد. کتاب مقدس تیندل که در خارج از کشور چاپ و به داخل کشور قاچاق شد، اولین کتاب مقدس انگلیس بود که به صورت انبوه چاپ شد. تا سال ۱۵۳۶ احتمالاً ۱۶۰۰۰ نسخه در انگلستان موجود بود. ترجمه تیندیل بسیار تأثیرگذار بود و اساس تمام ترجمه‌های انگلیسی بعدی را تشکیل داد. کتاب او که حمله ای به دین سنتی بود، اعتقاد لوتر را در مورد رستگاری با ایمان توضیح می‌داد و و در سایر موارد نیز کتاب ترجمه تیندل به عمد برای تضعیف آموزه‌های سنتی کاتولیک گرد آوری شد. برای مثال کلمه یونانی charis از مورد لطف قرار گرفتن به مورد توجه قرار گرفتن ترجمه شده‌است. انتخاب او از کلمه دوست داشتن به جای کلمه خیریه برای ترجمه آگاپه باعث تأکید بر بی‌توجهی به کارهای خوب شد. زمانی که فعل یونانی metanoeite را به انگلیسی ترجمه کرد، تیندیل به جای ترجمه وادار به توبه کردن از پشیمان شدن استفاده کرد. کلمه دوم حاکی از روی آوردن درونی به سوی خدا بود، در حالی که کلمه اول حاکی از آیین اعتراف بود.
افکار پروتستانی در میان برخی از بخش‌های جمعیت انگلیسی، به‌ویژه در میان دانشگاهیان و بازرگانانی که به اروپای قاره‌ای ارتباط داشتند، رواج داشت. افکار پروتستان در دانشگاه کمبریج بهتر از آکسفورد پذیرفته شد. گروهی از دانش‌آموزان اصلاح‌طلب کمبریج (که با نام مستعار «آلمان کوچک» شناخته می‌شوند) در میخانه اسب سفید از اواسط دهه ۱۵۲۰ با یکدیگر ملاقات می‌کردند. اعضای گروه شامل رابرت بارنز، هیو لاتیمر، جان فریت، توماس بیلنی، جورج جوی و توماس آرتور می‌شدند.
با این وجود، کاتولیک‌های انگلیس در اوایل دهه ۱۵۰۰ قوی و محبوب بود و کسانی که طرفدار پروتستان بودند تا زمان مداخله سیاسی در اقلیت مذهبی باقی ماندند. پروتستان‌های اولیه به عنوان بدعت گذار از نظر کلیسا و دولت مورد آزار و اذیت قرار گرفتند. بین ۱۵۳۰ و ۱۵۳۳، توماس هیتون (اولین شهید پروتستان انگلستان)، توماس بیلنی، ریچارد بایفیلد، جان توکسبری، جیمز بینهام، توماس بنت، توماس هاردینگ، جان فریت و اندرو هیوت همگی در آتش سوختند. ویلیام تریسی به دلیل انکار برزخ و تأیید رستگار شمرده شدن با ایمان به بدعت محکوم شد و جسد او متلاشی و سوزانده شد.

## اصلاحات هنری

### بحث ابطال

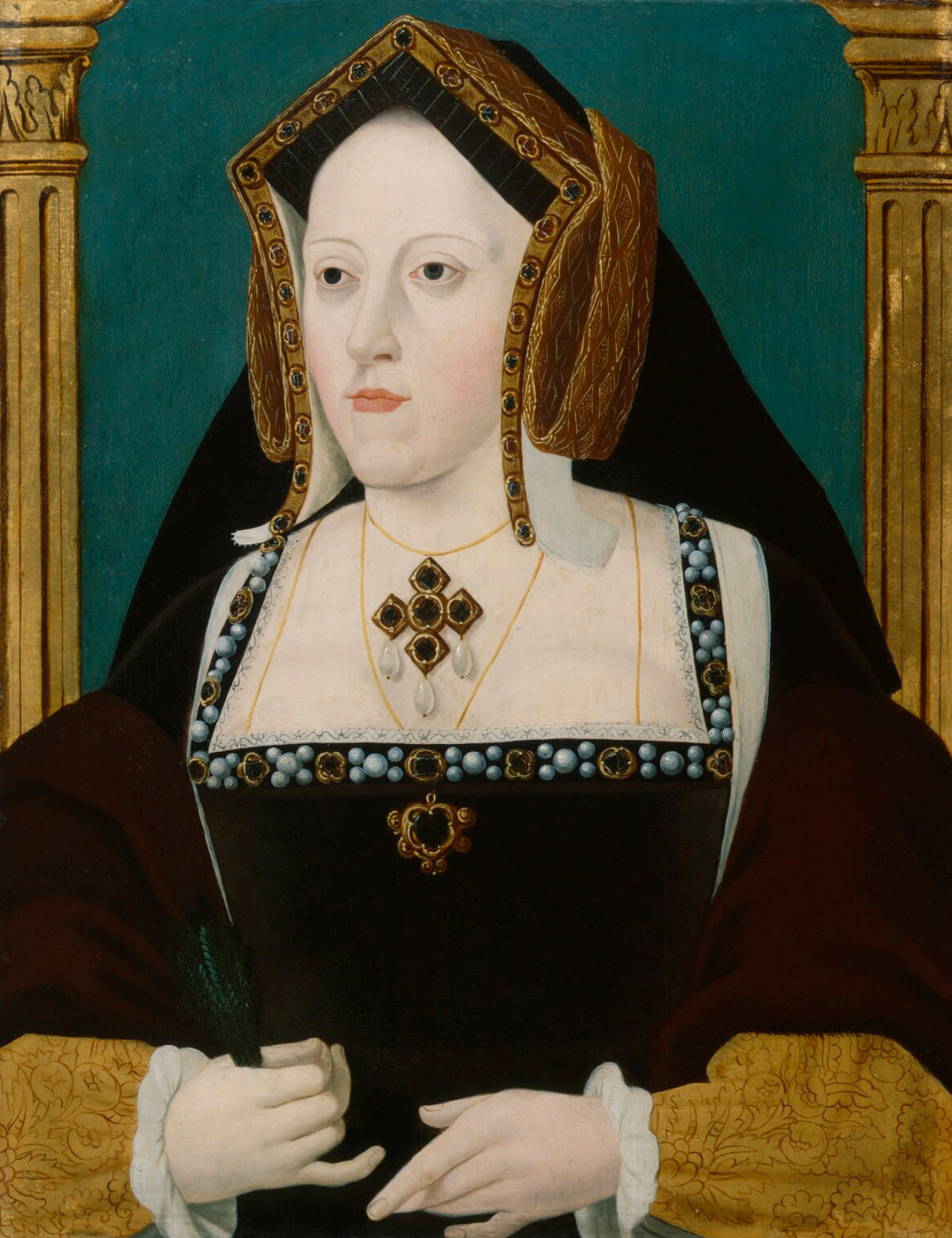
کاترین آراگون، همسر اول هنری هشتم. پرتره منسوب به جوانس کورووس
، گالری پرتره ملی، لندن.

هنری هشتم در سال ۱۵۰۹ در سن ۱۷ سالگی به سلطنت انگلستان رسید. او در ژوئن ۱۵۰۹، درست قبل از گذاری در روز نیمه تابستان، با کاترین آراگن، بیوه برادرش آرتور، ازدواج کرد. بر خلاف  پدرش که مرموز و محافظه کار بود، هنری جوان مظهر جوانمردی و معاشرت بود. او که یک کاتولیک متعصب بود، روزانه تا پنج بار (به جز در فصل شکار) عبادت می‌کرد. او با داشتن «ذهنی قدرتمند اما سنتی» اجازه داد تحت تأثیر مشاورانش قرار گیرد که شب و روز از آنها جدا نبود.
این ویژگی اخلاقی هنری به ایجاد حالت خصومت بین هم عصران جوان او و لرد صدراعظم، کاردینال تامس وولسی کمک کرد. تا زمانی که ولسی قدرت کنترل ذهنی هنری را داشت، آیین کاتولیک هنری در امنیت بود: در سال ۱۵۲۱، او با کمک قابل توجه اسقف محافظه کار روچستر جان فیشر برای دفاع از کلیسای کاتولیک در برابر مارتین لوتر کتابی نوشت تحت عنوان دفاع از هفت آیین، که به خاطر آن لقب «مدافع ایمان» (Fidei Defensor) توسط پاپ لئون دهم به او اعطا شد. (پادشاهان متوالی انگلیسی و بریتانیایی حتی پس از جدا شدن کلیسای انگلیکن از کاتولیک، این عنوان را تا به امروز حفظ کرده‌اند، البته تا حدی به این دلیل که این عنوان مجدداً توسط پارلمان در سال ۱۵۴۴ اعطا شد) دشمنان ولسی در دربار شامل کسانی بودند. که تحت تأثیر افکار لوتر قرار گرفته بود، که در میان آنها آن بولین جذاب و همچنین شخصیتی کاریزماتیک بود.
آن در سال ۱۵۲۲ به عنوان خدمتکار ملکه کاترین به دربار آمد، زیرا چند سالی را در فرانسه گذرانده بود و تحت تعلیم ملکه کلود فرانسه بود. او زنی افسونگر، خوش‌پوش و شوخ‌طبع، با اراده و بی رحم بود که او را با هنری جور می‌کرد. آن سخرانی متایز در میان فرانسوی زبانان بود همچین او خواننده و رقصنده نیز بود همچنین اهل ادب بود و ترانه‌سرای چندین آهنگ نیز است که البته این مورد آخری مورد مناقشه است. سال ۱۵۲۷، هنری می‌خواست ازدواجش با کاترین لغو شود. کاترین وارث مذکر نداشت و هنری برای حفظ دودمان تودور پسر می‌خواست. قبل از اینکه پدر هنری بر تخت سلطنت بنشیند، انگلستان درگیر جنگ داخلی بر سر ادعاهای رقبا برای و تخت انگلیس بود. هنری می‌خواست از عدم اطمینان مشابه در مورد جانشینی اجتناب کند. تنها فرزند بازمانده کاترین آراگون، پرنسس ماری بود.

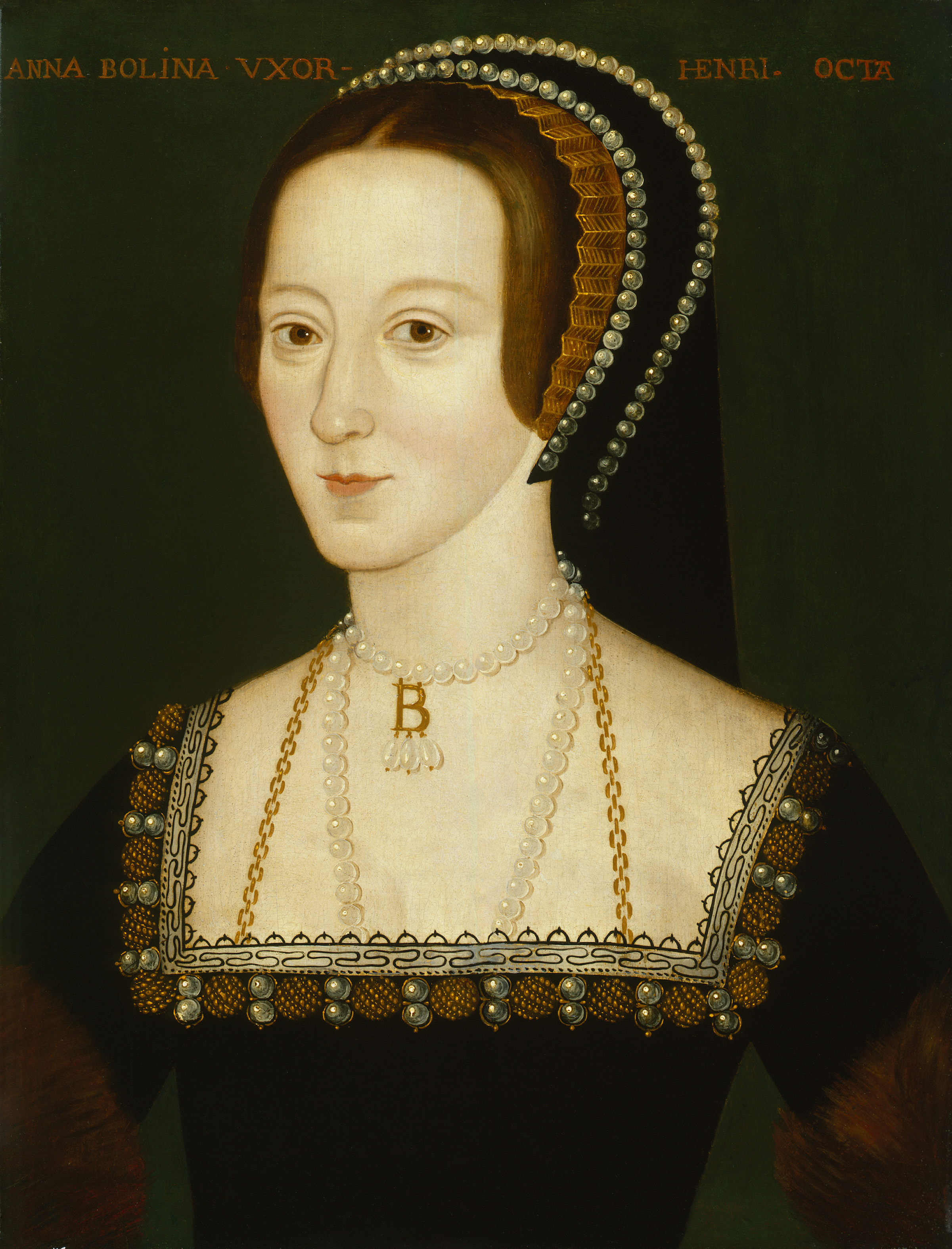
آن بولین، همسر دوم هنری هشتم،
پرتره اثر یک هنرمند ناشناس. گالری پرتره ملی لندن.

هنری ادعا کرد که این فقدان وارث مرد به این دلیل است که ازدواج او «در نظر خدا شیطانیست». کاترین همسر برادر متوفی او بود و بنابراین ازدواج هنری با او مخالف آموزه‌های کتاب مقدس بود (سفر لاویان ۲۰:۲۱). برای اجازه دادن به عروسی مجدد هنری در وهله اول، معافیت خاصی از پاپ ژولیوس دوم مورد نیاز بود. هنری استدلال کرد که این ازدواج هرگز معتبر نبوده، زیرا محارم کتاب مقدس بخشی از قانون غیرقابل شکست الهی بود و حتی پاپ‌ها نیز نمی‌توانستند بر روی آن چشم پوشی کنند. در سال ۱۵۲۷، هنری از پاپ کلمنت هفتم خواست تا این ازدواج را لغو کند، اما پاپ نپذیرفت. طبق قانون کلیسایی کلیسای کاتولیک، پاپ نمی‌توانست ازدواج را بر اساس یک مانع شرعی که قبلاً بخشیده شده بود، فسخ کند. کلمنت همچنین از خشم برادرزاده کاترین، امپراتور مقدس روم کارل پنجم می‌ترسید، زیرا که کارل، نیروهایش در اوایل همان سال رم را غارت کردند و پاپ را برای مدت کوتاهی به اسارت گرفتند.
ترکیبی از «عذاب وجدان» هنری و علاقه او به آن بولین، هنری را برای رهایی از دست ملکه قانع کرده بود. در سال ۱۵۲۹ علیه کاردینال ولسی به دلیل پره مونیری اعلام جرم کرد (در اختیار گرفتن قدرت پاپ) و متعاقب آن مرگ ولسی در نوامبر ۱۵۳۰ درحالی که در راه رسیدن به لندن برای پاسخگویی به اتهام خیانت بزرگ بود، هنری دچار مخمصه ای از سوی دو گروه شد گروه اول ملکه و هواداران او بودند و گروه دیگر مخالفان رها کردن وفاداری به کلیسای کاتولیک که برای هر دو گروه اعلام فسخ ازدواج چیزی جز فرصت برای اعلام مخالت نبود.

### اقدامات علیه روحانیون
در سال ۱۵۲۹، پادشاه اعضای  پارلمان را احضار کرد تا به لغو ازدواج و سایر شکایات علیه کلیسا رسیدگی کنند. کلیسای کاتولیک یک نهاد قدرتمند در انگلستان بود که دارای امتیازات متعددی بود. شاه نمی‌توانست از روحانیون در دادگاه‌های مدنی مالیات بگیرد یا شکایت کند. کلیسا همچنین می‌توانست به فراریان پناهندگی اعطا کند و بسیاری از حوزه‌های اجتماعی - مانند قانون خانواده - توسط کلیسا کنترل می‌شد. برای قرن‌ها، پادشاهان تلاش کرده بودند تا قدرت کلیسا را کاهش دهند، و اصلاحات انگلیس ادامه این جنگ قدرت بود.
پارلمان اصلاحات از ۱۵۲۹ تا ۱۵۳۶ تشکیل شد و کسانی را که خواهان اصلاحات بودند گرد هم آورد، که از گروه‌های مختلف تشکیل می‌شد. وکلای معمولی بودند که از امتیازات روحانیون برای احضار غیر روحانیان به دادگاه‌های کلیسایی خود ناراضی بودند و گروه دیگر کسانی بودند که تحت تأثیر اعتقادات لوتر قرار گرفته بودند و با الهیات کاتولیک دشمنی داشتند. صدراعظم پادشاهی یعنی تامس مور، جانشین ولسی نیز خواهان اصلاحات بود، او خواستار قوانین جدیدی علیه بدعت بود. تامس کرامول، وکیل و عضو پارلمان دید که چگونه می‌توان از پارلمان برای پیشبرد برتری سلطنتی بر کلیسا و به پبیش بردن اعتقادات پروتستان‌ها استفاده کرد.

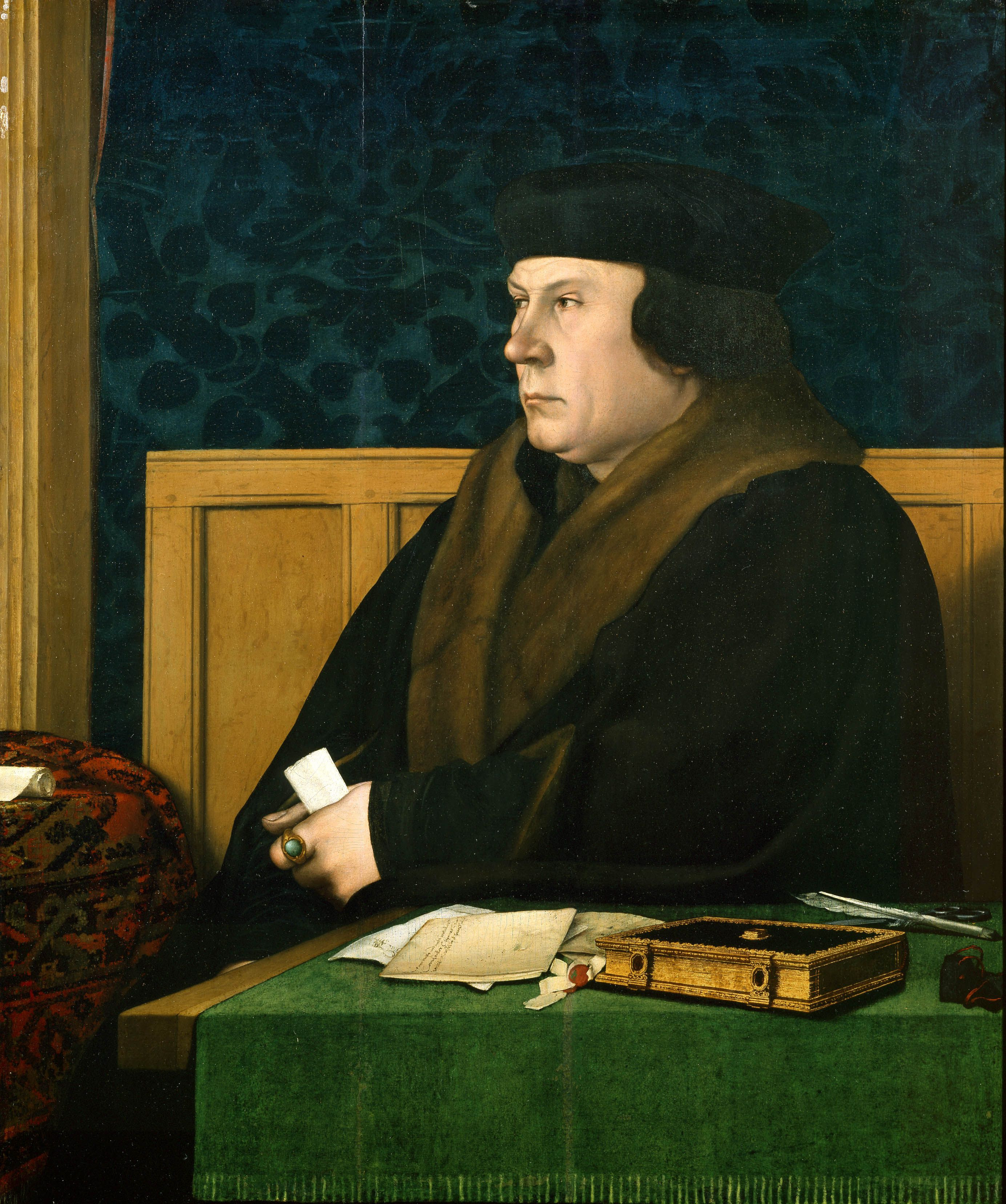
توماس کرامول، ارل اول اسکس (حدود ۱۴۸۵–۱۵۴۰)، وزیر ارشد هنری هشتم ۱۵۳۲–۱۵۴۰.

در ابتدا، پارلمان قوانین جزئی را برای کنترل هزینه‌های کلیسا، روحانیون چند شغله و اماکن مقدس تصویب کرد. در موضوع لغو ازدواج، کوچک‌ترین پیشرفتی ممکن به نظر نمی‌رسید. به نظر می‌رسید که پاپ از امپراتور چارلز پنجم بیشتر می‌ترسد تا هنری. آن، کرامول و متحدانشان آرزو داشتند پاپ را به نحوی دور بزنند، اما در اکتبر ۱۵۳۰ جلسه ای از روحانیون و وکلا توصیه کرد که پارلمان نمی‌تواند به اسقف اعظم کانتربری اختیاراتی بدهد تا علیه محرمات پاپ عمل کند؛ بنابراین هنری مصمم شد که به کشیشان فشار مضاعفی وارد کند.
پادشاه که ابتدا هشت اسقف و هفت روحانی دیگر را متهم به پره‌مونیری کرد، در سال ۱۵۳۰ تصمیم گرفت تا علیه کل روحانیون به دلیل نقض قانون ۱۳۹۲ پره‌مونیر، که اطاعت از پاپ یا هر حاکم خارجی را ممنوع می‌کرد، اقدام کند. هنری از روحانیون استان کانتربری خواست که ۱۰۰۰۰۰ پوند برای عفو آنها بپردازند. این مبلغی برابر با درآمد سالانه دربار سلطنتی بود. با این امر در ۲۴ ژانویه ۱۵۳۱ توسط مجمع کانتربری که مجمعی شامل روحانیون کانتربری و یورک بود، موافقت شد. آنها می‌خواستند پرداخت ایم مبلغ زیاد در طول پنج سال گسترش یابد، اما هنری نپذیرفت. مجمع با پس گرفتن دوباره کل مبلغ پاسخ داد و از هنری خواست قبل از دادن پول به او تضمین‌های خاصی بدهد. هنری این شرایط را رد کرد و تنها با دوره پنج ساله پرداخت موافقت کرد.
1. در نهایت ۷ فوریه از مجمع خواسته شد تا با شرایط زیر موافقت کند: # روحانیون هنری را به عنوان «تنها محافظ و رئیس عالی کلیسا و روحانیون انگلیسی» می‌شناسند. # پادشاه مسئول جان رعایای خود خواهد بود. # امتیازات کلیسا تنها در صورتی حفظ می‌شد که از اختیارات سلطنتی و قوانین قلمرو در تضاد نباشد. # پادشاه روحانیون را به دلیل نقض اساسنامه پرامونیر عفو می‌کند. # افراد غیر روحانی نیز مورد عفو قرار می‌گرفتند.[۴۱]

در پارلمان، اسقف فیشر از کاترین و روحانیون دفاع کرد و عبارت «تا آنجا که کلام خدا اجازه می‌دهد» (as far as the word of God allows) را در بند اول دفاعیه خود آورد. در ۱۱ فوریه، ویلیام وارهام، اسقف اعظم کانتربری، عبارت اصلاح شده را به مجمع ارائه کرد. روحانیون باید پادشاه را به عنوان «حافظ یکتا، پادشاه مطلق و حتی تا آنجا که قانون مسیح اجازه می‌دهد، رئیس عالی کلیسای انگلیس و روحانیون» تصدیق می‌کردند. وقتی ورهام درخواست گفت و گو کرد، سکوت برقرار شد. ورهام سپس گفت: «به نظر می‌رسد کسی که ساکت است رضایت می‌دهد» که اسقف پاسخ داد: «پس همه ما ساکت هستیم.» مجمع در ۸ مارس ۱۵۳۱ موافقت خود را با ۵ ماده پادشاه اعلام کرد. بعداً مجمع یورک از طرف روحانیون استان یورک با همین امر موافقت کرد. در همان سال، پارلمان قانون بخشش روحانیون را در سال ۱۵۳۱ تصویب کرد.
تا سال ۱۵۳۲، کرامول مسئول مدیریت تجارت دولتی در مجلس عوام بود. او ادعیه ای علیه روحانیون نوشته و به مجلس ارائه کرد که فهرستی از شکایات علیه کلیسا، از جمله سوء استفاده از قدرت و موازی بودن نهادی قانون گذار به نام مجمع (مانند مجمع کانتربری) بود. پس از تصویب مجلس عوام در ۱۸ مارس، «درخواست بخشش از گناه» برای اصلاح به پادشاه ارائه شد. در ۲۶ مارس، قانون مهار آنیتس، روحانیون را موظف کرد که بیش از پنج درصد از درآمد سال اول خود را به رم نپردازند.
در ۱۰ مه، پادشاه از کلیسا خواست تا از تمام اختیارات خود برای وضع قوانین چشم پوشی کند. در ۱۵ مه، مجمع روحانیون از اختیار خود برای وضع قوانین شرعی بدون موافقت سلطنتی - به اصطلاح تسلیم روحانیون - صرف نظر کرد. (مجلس متعاقباً این تصمیم مجمع روحانیون را به صورت قانون درآرود). روز بعد، مور از سمت صدراعظم استعفا داد. این باعث شد که کرامول به عنوان وزیر ارشد هنری باقی بماند. (کرامول هرگز صدراعظم نشد. قدرت او به واسطه روابط غیررسمی او با هنری به دست آمده بود - و البته همان گونه نیز از بین رفت. -)

### جدایی از رم

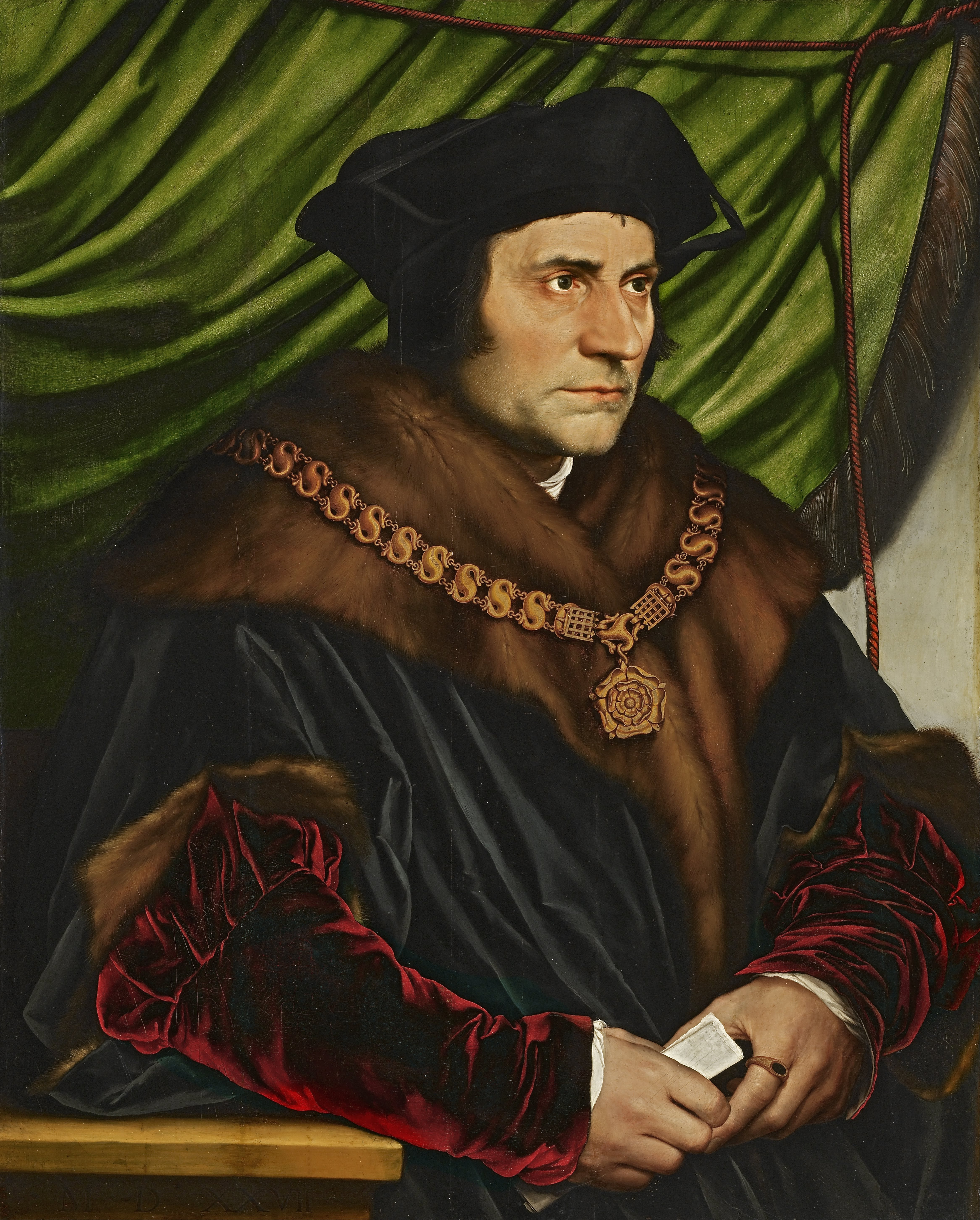
توماس مور به همراه جان فیشر رهبر مقاومت سیاسی در برابر جدایی از رم. هر دو در سال ۱۵۳۵ اعدام شدند.

اسقف اعظم ورهام در اوت ۱۵۳۲ درگذشت. هنری می‌خواست توماس کرنمر - پروتستانی که می‌توانست برای مخالفت با پاپ به او تکیه کرد - جایگزین او شود. پاپ با اکراه انتصاب کرانمر را تأیید کرد و او در ۳۰ مارس ۱۵۳۳ تقدیس شد. در این زمان، هنری مخفیانه با آن دو بولین که باردار نیز بود، ازدواج کرد. تولد قریب‌الوقوع یک وارث فوریت جدیدی برای لغو ازدواج او با کاترین ایجاد کرد. با این وجود، تصمیم‌گیری همچنان به تأخیر افتاد زیرا رم مرجع نهایی در همه مسائل کلیسایی بود. برای رسیدگی به این موضوع، پارلمان قانون محدودیت استیناف را تصویب کرد که درخواست تجدید نظر به رم در مورد مسائل کلیسایی را غیرقانونی اعلام کرد.
این امر انگلستان را از هر نظر یک کشور مستقل اعلام کرد. جفری التون، مورخ انگلیسی، این عمل را «جزئی اساسی» از «انقلاب تودور» نامید، زیرا نظریه‌ای دربارهٔ حاکمیت ملی را بیان کرد. کرانمر اکنون می‌توانست آن‌طور که هنری می‌خواست ازدواج کاترین را باطل کند و در ۲۳ مه در نهایت حکم را اعلام کرد که طبق آن ازدواج هنری با کاترین خلاف قانون خدا بود. پاپ با تکفیر هنری در ۱۱ ژوئیه ۱۵۳۳ پاسخی به این حکم داد. آن در ۷ سپتامبر ۱۵۳۳ دختری به نام پرنسس الیزابت به دنیا آورد.
در سال ۱۵۳۴، پارلمان اقدامات بیشتری برای محدود کردن قدرت پاپ در انگلستان انجام داد. قانون بدعت گذاری جدید تضمین کرد که هیچ‌کس نمی‌تواند به دلیل صحبت علیه پاپ مجازات شود و همچنین محکوم کردن کسی به بدعت را دشوارتر می‌کرد. البته در همین زمان، سکرمنتریان‌ها و آناباپتیست‌ها به شدت مورد آزار و اذیت قرار می‌گرفتند. قانون محدود کردن مطلق پرداختی، تمام پرداختی به رم را غیرقانونی اعلام کرد و همچنین دستور داد که اگر کلیساهای جامع نامزد پیشنهادی پادشاه برای اسقف هر کلیسا را نپذیرند، آنها را مجازات می‌کنند. قانونی تحت عنوان اولین میوه‌ها و یک دهم‌ها (First Fruits and Tenths) مالیات بر درآمد کلیسا را از پاپ به ولیعهد منتقل کرد. قانون دیگر غیرقانونی اعلام کردن پرداختی‌های زمین داران به پاپ بود که تحت عنوان پنی‌های پطرس شناخته می‌شود که تا آن موقع از دیگر قوانین پرداخت به پاپ معاف بودند در ادامه همچنین قدرت اعطای معافیت‌ها و مجوزها را از پاپ به اسقف اعظم کانتربری منتقل کرد. این قانون همچنین تکرار می‌کند که انگلستان «تحت نظارت پروردگار، مافوقی غیر از پادشاهش ندارد» و قدرت «شاهنشاهی» هنری به دلیل «زیاده خواهی‌ها و خواسته‌های غیرمنطقی و تحمیلی» پاپ تحلیل رفته‌است.
قانون اول برتری، هنری را به عنوان رئیس عالی کلیسای انگلستان تعیین کرد و عملاً هرگونه "سنت، عرف، قوانین خارجی، نفوذ خارجی " نادیده گرفته شده‌است. برای مقاومت نکردن در برابر این قانون، پارلمان قانون خیانت را در سال ۱۵۳۴ تصویب کرد، که مجازات خیانت در برابر انکار برتری سلطنت مساوی با مرگ است. سال بعد، توماس مور و جان فیشر بر اساس این قانون اعدام شدند. سرانجام، در سال ۱۵۳۶، پارلمان قانون علیه قدرت پاپ را تصویب کرد، که آخرین بخش از اختیارات پاپ که شامل قدرت رم در انگلستان برای تصمیم‌گیری در مورد اختلافات مربوط به کتاب مقدس بود را که هنوز قانونی بود لغو کرد.

### اصلاح مذهبی معتدل
گسسته شدن از رم به هانری هشتم قدرت داد تا کلیسای انگلیس را اداره کند، از آن مالیات بگیرد، مقامات آن را منصوب کند، قوانین آن را کنترل کند و همچنین به هنری کنترل بر آموزه‌ها و آیین‌های کلیسا را می‌داد. در حالی که هنری یک کاتولیک سنتی باقی ماند، مهم‌ترین حامیان او در جدایی از کلیسای رم پروتستان‌ها بودند. البته، همه حامیان او پروتستان نبودند. برخی از آنها سنت‌گرا بودند، مانند استفان گاردینر، که مخالف پروتستانتیسم بودند، اما احساس می‌کرد که برتری پاپ برای هویت کلیسای انگلستان ضروری نیست. پادشاه از طرفی برای اجرای برنامه‌های مذهبی خود به پروتستان‌هایی مانند توماس کرامول و توماس کرانمر تکیه کرد، و از طرف دیگر روس میانه‌روی را بین افراطی‌های مذهبی حفظ کرد. نتیجه این سیاست اعتدالی دوره ای از سردرگمی اعتقادی بود، زیرا هم محافظه کاران و هم اصلاح طلبان تلاش کردند جهت آیندهٔ کلیسا را شکل دهند.
جبهه اصلاح طلبان توسط کرامول، که در ژانویه ۱۵۳۵ مشاور در امور دینی شد، تقویت شد. قدرت کرامول که عملاً جانشین پادشاه بود، از قدرت اسقف‌ها، حتی اسقف اعظم کانتربری، بیشتر بود. عمدتاً به دلیل نفوذ آن بولین، تعدادی از پروتستان‌ها بین سال‌های ۱۵۳۴ و ۱۵۳۶ به عنوان اسقف منصوب شدند. در همان دوره، با نفوذترین اسقف محافظه کار، استفان گاردینر، برای یک مأموریت دیپلماتیک به فرانسه فرستاده شد و بنابراین به مدت سه سال از نقش فعال در سیاست انگلیس کنار گذاشته شد.
برنامه کرامول، به کمک نفوذ آن بولین بر انتصابات اسقف‌ها، صرفاً علیه قدرت رم نبود. او هنری را متقاعد کرد که امنیت از طریق ایجاد اتحادهای سیاسی از طریق مذاکره با شاهزادگان آلمانی لوتری اتحادیه اشمالکالدیک است. البته که دور از ذهن نبود که امپراتور چارلز پنجم برای انتقام از عمه طرد شده خود (ملکه کاترین) و اجرای حدود شرعی یعنی تکفیر هنری توسط پاپ اقدام کند. این مذاکرات منجر به اتحاد نشد، اما ایده‌های لوتری را به انگلستان آورد.
در سال ۱۵۳۶، انجمن اولین بیانیه اعتقادی کلیسای انگلستان را که در ده ماده تنظیم شده بود را به تصویب رساند. به دنبال آن کتاب اسقف‌ها در سال ۱۵۳۷ منتشر شد. موارد ذکر شده اصولی نیمه لوتری را برای کلیسا ایجاد کردند. پذیرش رستگار شدن با داشتن ایمان، مشروط بر انجام کارهای نیک، آموزه ای پذیرفته شده بود. هفت آیین سنتی تنها به سه آیین تقلیل یافت - تعمید، عشای ربانی و توبه. آموزه‌های کاتولیک در مورد دعا برای مقدسین، دها برای اهل برزخ و استفاده از تصاویر در عبادت کمتر شد.

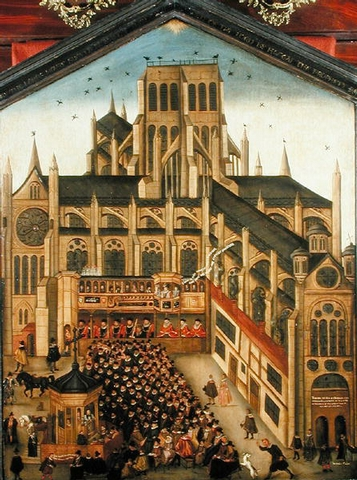
صلیب سنت پل (در گوشه سمت چپ پایین نقاشی) یک صلیب موعظه در محوطه کلیسای جامع سنت پل قدیمی وجود داشت.

در آگوست ۱۵۳۶، همان ماهی که بیانیه ده ماده ای منتشر شد، کرامول مجموعه ای از دستورات سلطنتی را به روحانیون صادر کرد. تقویم قدیسین که در آن هر روز به نام یک قدیس نام گذاری شده بود به روزهای کاری عادی تبدیل شدند، از جمله روزهای جشن گرفتن قدیس حامی کلیسا و همچنین بیشتر اعیاد در زمان برداشت محصول (ژوئیه تا سپتامبر) برداشته شد؛ البته دلیل آن تا حدی اقتصادی بود، زیرا تعطیلات زیاد منجر به از دست دادن بهره‌وری می‌شد. علاوه بر این، پروتستان‌ها ایام عید را از مصادیق خرافه می‌دانستند. روحانیون باید زیارت را منع می‌کردند و به مردم می‌آموختند که به جای پیشکش کردن قربانی به فقرا کمک کنند. همچنین به روحانیون دستور داده شد که در هر کلیسا انجیل را به هر دو زبان انگلیسی و لاتین قرار دهند تا مردم بتوانند بخوانند. این شرط آخر به دلیل فقدان هر گونه ترجمه استاندارد به زبان انگلیسی، تا حد زیادی توسط اسقف‌ها برای یک سال یا بیشتر نادیده گرفته شد. تنها نسخه کاملاً بومی انجیل کاوردیل بود که در سال ۱۵۳۵ به پایان رسید و بر اساس کار قبلی یعنی کتاب مقدس تیندیل بود. البته این نسخه فاقد تأیید سلطنتی بود.
مورخ بریتانیایی دیارمید مک کولوچ در مطالعه خود در مورد اصلاحات متأخر در انگلستان، ۱۵۴۷–۱۶۰۳ استدلال می‌کند که پس از ۱۵۳۷، «اصلاحات انگلستان با نفرت از تصاویر مشخص می‌شد، همان‌طور که کار مارگارت استون در مورد شمایل شکنی و شمایل هراسی به‌طور مکرر و گویا نشان داده‌است.» در فوریه ۱۵۳۸، Rood of Grace (که چشمان تصاویر مسیح را به صورت مکانیکی به حرکت درمی‌آورد) به عنوان یک کلاهبرداری مکانیکی شناخته و در سنت پل تخریب شد. در ماه ژوئیه، مجسمه‌های بانوی ما از والسینگهام، بانوی ما از ایپسویچ و سایر تصاویر ماریان به دستور کرامول در چلسی سوزانده شدند. در سپتامبر، کرامول سری دوم از دستورات سلطنتی را صادر کرد که دستور تخریب تصاویری را که به آنها هدایای زیارتی اهدا می‌شد، را داد. ممنوعیت روشن کردن شمع‌های نذری جلوی تصاویر قدیسان و سفارش به موعظه کردن علیه تکریم تصاویر و مجسمه‌ها بود. پس از آن، زیارتگاه و استخوان‌های توماس بکت، که به عقیده بسیاری در دفاع از آزادی‌های کلیسا به شهادت رسیده بود، در کلیسای جامع کانتربری تخریب شد.

### انحلال صومعه‌ها

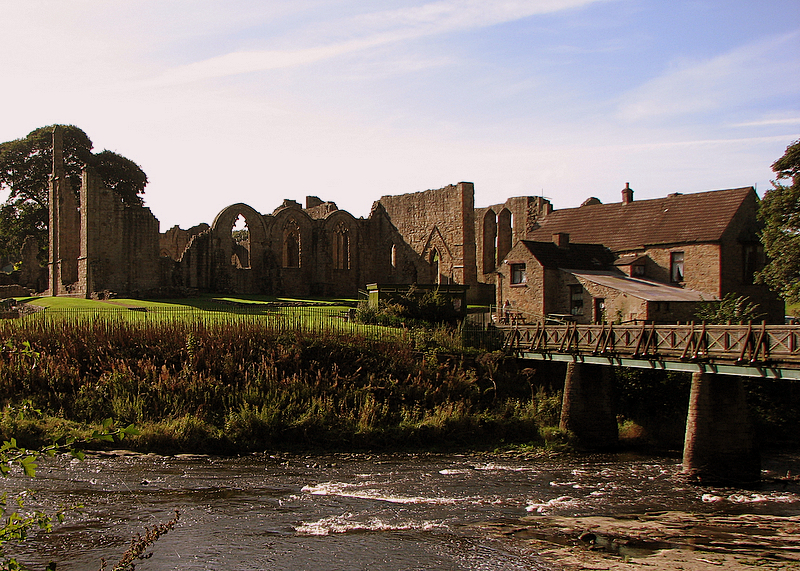
بقایای یک صومعه بندیکتین در نزدیکی دورهام که در سال ۱۵۳۵ بسته شد.

برای کرامول و کرانمر، مرحله بعدی در دستور کار پروتستان‌ها حمله به رهبانیت بود که با آموزه‌های برزخی همراه بود. یکی از کارکردهای اولیه صومعه‌ها دعا برای روح خیران و برای روح همه مسیحیان بود. اگرچه که پادشاه به دلایل مذهبی با وجود صومعه‌ها مخالف نبود، نگرانی‌هایی در مورد وفاداری تشکل‌های از راهبان وجود داشت، که در برابر برتری سلطنت بودند. خانه‌های فرقه فرانسیسکن در اوت ۱۵۳۴ پس از اینکه آنها از فرمان انکار قدرت پاپ خودداری کرد، بسته شد. بین سال‌های ۱۵۳۵ و ۱۵۳۷، ۱۸ کارتوسی به دلیل انجام همین نوع از نافرمانی کشته شدند.
مسئله دیگر در آن سالها وجود مشکلات مالی در نهاد سلطنت بود و ثروت فراوان کلیسا، برخلاف ضعف سیاسی آن، مصادره اموال کلیسا را وسوسه انگیز و امکان‌پذیر می‌ساخت. تصرف ثروت راهبان بی‌سابقه نبود. قبلاً در سالهای ۱۲۹۵، ۱۳۳۷ و ۱۳۶۹ اتفاق افتاده بود. مالکیت یک پنجم تا یک سوم کل زمین‌ها در انگلستان در اختیار کلیسا بود. کرامول متوجه شد که می‌تواند با فروختن مقدار زیادی از زمین‌های کلیسا، اعیان و اشراف را به نهاد سلطنت پیوند دهد، با این حربه هر گونه بازگشت به دوران پیش از قدرتمند شدن نهاد سلطنت باعث ناراحتی بسیاری از قدرتمندان خواهد شد.
در سال ۱۵۳۴، کرامول بازدید از صومعه‌ها را آغاز کرد تا ظاهراً متون مذهبی آنها را بررسی کند؛ اما در واقع برای ارزش گذاری دارایی‌های کلیسا با هدف سلب مالکیت، بازدیدها شروع شد. کمیسرهای بازدیدکننده ادعا کردند که در میان راهبان و راهبه‌ها سوء استفاده‌های جنسی و ناهنجاری‌های مالی را کشف کرده‌اند که توجیهی ظاهری برای سرکوب آنها شد. همچنین گزارش‌هایی مبنی بر در اختیار داشتن و نمایش آثار دروغین، مانند شیشه خون مقدس صومعه هیلز وجود داشت که پس از بررسی بیشتر مشخص شد که «عسل رنگ آمیزی شده با زعفران» است. در بررسی‌های بیشتر توسط کمیسرها، ده قطعه از صلیب راستین، هفت شیشه از شیر مریم مادر عیسی و کمربند قدیسان را ثبت کردند.
اصلاح طلبان برجسته به رهبری آن بولین می‌خواستند صومعه‌ها را به «محلی برای تحصیل و مکانی برای کمک مستمر به فقرا» تبدیل کنند، اما این کار انجام نشد. در سال ۱۵۳۶، قانون انحلال صومعه‌های کوچکی را که کمتر از ۲۰۰ پوند در سال درآمد داشتند، تصویب شد. هنری از این درآمد برای کمک به ساخت قلعه‌های ساحلی استفاده کرد و تمام زمین‌ها یا به نهاد سلطنت داده شد یا به اشراف فروخته شد. راهبان و راهبه‌هایی که تحت تأثیر تعطیلی قرار گرفته بودند به صومعه‌های بزرگ‌تر منتقل شدند و راهبان این گزینه را داشتند که روحانی سکولار شوند.

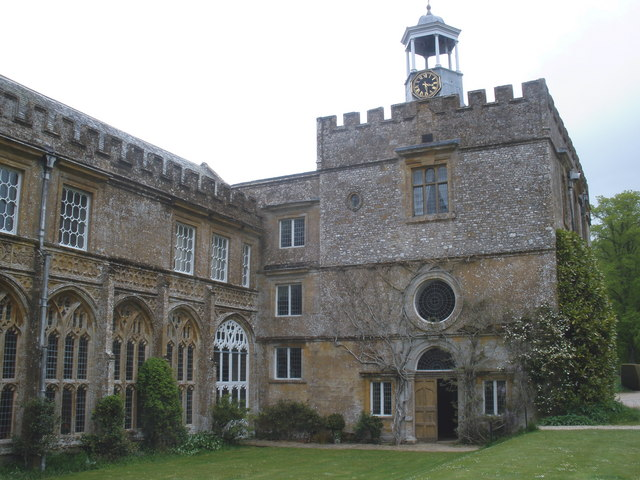
یک صومعه سیسترسیایی که در سال ۱۵۳۹ بسته شد و به یک خانه روستایی تبدیل شد.

برتری سلطنت و لغو اقتدار پاپ باعث ناآرامی نشده بود، اما حمله به صومعه‌ها و لغو ایام قدیسین و زیارت‌ها حساسیت‌ها را برانگیخت. اوباش به کسانی که برای تفکیک ساختمان صومعه‌ها فرستاده شده بودند حمله کردند. کمیسران توسط مردم مورد حمله قرار گرفتند. در شمال انگلستان، در اواخر ۱۵۳۶ و اوایل ۱۵۳۷، یک سری قیام علیه انحلال‌ها روی داد. قیام لینکلن شایر در اکتبر ۱۵۳۶ رخ داد و با تجمع ۴۰۰۰۰ شورشی در لینکلن به اوج خود رسید. آنها خواستار پایان دادن به مالیات در زمان صلح، لغو قانون مالیات بر ارث، پایان دادن به سرکوب صومعه‌ها و پاکسازی بدعت‌ها و مجازات بدعت گذاران شدند. هنری از مذاکره امتناء ورزید و در نهایت شورش فروپاشید زیرا اعیان مردم عادی را متقاعد کردند که متفرق شوند.
شورش زیارت رحمت موضوع جدی تری بود. این شورش در اکتبر در یورکشایر آغاز شد و به سایر شهرستان‌های شمالی گسترش یافت. با حدود ۵۰۰۰۰ نیرو، شورشیان تحت رهبری رابرت آسکه ۱۶ صومعه از ۲۶ صومعه شمالی را که منحل شده بودند، بازسازی کردند. با توجه به بزرگی شورش، پادشاه راضی به مذاکره شد. در ماه دسامبر، دوک نورفولک به شورشیان پیشنهاد عفو و به پارلمان پیشنهاد داد تا به شکایات آنها رسیدگی کند. اسکه سپس شورشیان را به خانه فرستاد. با این حال، وعده‌هایی که به آنها داده شد، توسط پادشاه نادیده گرفته شد و به نورفولک دستور داده شد که شورش را خاموش کند. چهل و هفت نفر از شورشیان لینکلن شایر و ۱۳۲ نفر از شورش زیارت رحمت اعدام شدند. در جنوب انگلستان، در سال ۱۵۳۷ ناآرامی‌های کوچک‌تری در کورنوال و والسینگهام رخ داد.
شکست شورش زیارت رحمت فقط روند انحلال را سرعت بخشید و شاید هنری هشتم را متقاعد کرد که همه خانه‌های مذهبی باید بسته شوند. در سال ۱۵۴۰ بود که، آخرین صومعه‌ها منحل شد و عنصر مهمی از دین سنتی را از بین برد. به راهبان سابق حقوق بازنشستگی نسبتاً کمی از طرف دادگاه داده شد و به راهبانی که می‌توانستند به عنوان کشیش کار کنند نیز حقوق کمی داده می‌شد. راهبه‌های سابق حقوق بازنشستگی کمتری دریافت می‌کردند و از آنجایی که هنوز به عهد پاکدامنی پایبند بودند، از ازدواج منع شدند. هنری شخصاً طرحی برای تشکیل حداقل سیزده ناحیه اسقف نشین جدید ابداع کرد، به طوری که اکثر شهرستان‌ها یک نفر از این اسقف‌ها را بر اساس داشتن یک صومعه سابق (یا بیش از یک صومعه) داشته باشند، اگرچه این طرح فقط تا حدی اجرا شد. اسقف‌های جدید در بریستول، گلاستر، آکسفورد، پیتربورو، وست‌مینستر و چستر تأسیس شدند، اما برای مثال در شروزبری، لستر یا والتام این ناحیه‌ها تأسیس نشد. 

### عقب‌نشینی اصلاحات
به گفته مورخ پیتر مارشال، اصلاحات مذهبی هنری بر اصول «وحدت، اطاعت و نوسازی حقیقت باستانی» استوار بود. با این حال، نتیجه، عدم اتحاد و نافرمانی بود. پروتستان‌ها بی تاب اصلاحات بیشتر و بیشتر بودند. کشیش‌ها مراسم عشای ربانی را به جای لاتین به زبان انگلیسی می‌خواندند و با نقض تجرد روحانیون ازدواج می‌کردند. نه تنها بین سنت‌گرایان و اصلاح‌طلبان اختلاف‌هایی وجود داشت، بلکه خود پروتستان‌ها نیز به اصلاح‌طلبانی که دارای عقاید لوتری بودند و رادیکال‌هایی که دارای دیدگاه‌های آناباپتیست و مذهبی بودند تقسیم شدند. گزارش‌های اختلاف از هر بخش از انگلستان روزانه به کرامول می‌رسید - تحولاتی که او سعی داشت از پادشاه پنهان کند.
در سپتامبر ۱۵۳۸، استفان گاردینر از فرانسه به انگلستان بازگشت و سیاست مذهبی رسماً شروع به حرکت در جهت محافظه کارانه کرد. این تا حدی به دلیل اشتیاق پروتستان‌های مستقر برای جدا کردن خود از رادیکال‌های مذهبی بود. در سپتامبر، دو شاهزاده لوتری، هشدارهایی دربارهٔ فعالیت آناباپتیست‌ها در انگلستان فرستادند. کمیسیونی به سرعت برای جستجوی آناباپتیست‌ها ایجاد شد. در نوامبر ۱۵۳۸ هنری شخصاً ریاست محاکمه جان لمبرت را به دلیل انکار حضور فیزیکال مسیح در مراسم عشای ربانی برعهده داشت. در همان زمان، هنری در تهیه اعلامیه ای شریک شد که به آناباپتیست‌ها و مذهبیون دستور می‌داد از کشور خارج شوند وگرنه با مجازات مرگ روبرو می‌شوند. بحث در مورد حضور فیزیکال مسیح (به استثنای تحصیلکردگان در دانشگاه) ممنوع بود و کشیشانی که ازدواج می‌کردند از کار برکنار می‌شدند.
با اتفاق‌های پیش آمده روشن شد که دیدگاه‌های شاه در مورد مذهب با دیدگاه‌های کرامول و کرانمر متفاوت است. هنری ترجیحات سنتی خود را در طول جشن عید پاک ۱۵۳۹ به نوعی مشخص کرد، جایی که در روز آدینه نیک به سمت صلیب سینه خیز حرکت کرد. بعداً در همان سال، پارلمان شش ماده را تصویب کرد که در آن اعتقادات و اعمال کلیسای کاتولیک مانند تغییر جوهر، تجرد روحانیون، آیین توبه به یک کشیش، اهدای نذورات در اعشای ربانی و ممانعت افراد غیر روحانی از انجام مراسم شراب مقدس تأیید شد.
در ۲۸ ژوئن ۱۵۴۰ کرامول، مشاور قدیمی و خدمتکار وفادار هنری، اعدام شد. دلایل مختلفی مطرح شد:از جمله اینکه کرامول قانون شش ماده ای را اجرا نخواهد کرد. اینکه او از رابرت بارنز، هیو لاتیمر و سایر بدعت گذاران حمایت کرده بود و اینکه او مسئول ازدواج هنری با آن کلیو، همسر چهارم او بود. بدنبال اعدام کرامول موجی از دستگیری‌ها براه افتاد. در ۳۰ جولای، سه اصلاح طلب به نام‌های بارنز، ویلیام جروم و توماس جرارد در آتش سوزانده شدند. از طرف دیگر بخاطر نمایش بی‌طرفی مذهبی، توماس آبل، ریچارد فیدرستون و ادوارد پاول که همگی کاتولیک بودند به دار آویخته شدند. ناظران اروپایی شوکه و گیج شده بودند. دیپلمات فرانسوی شارل دو ماریلاک نوشت که سیاست مذهبی هانری «نقطه اوج بدی‌ها» بود.

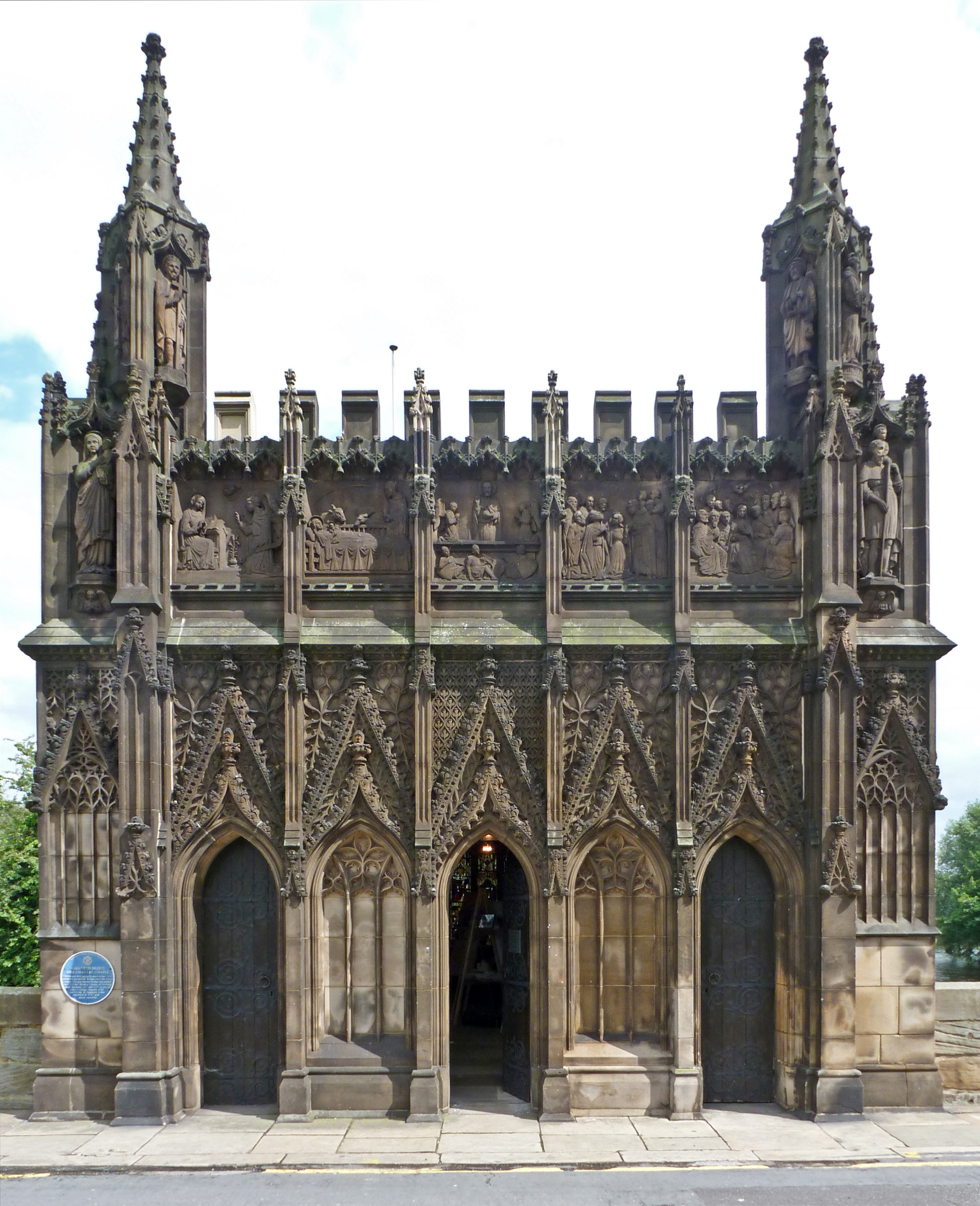
عبادتگاه چنتری قرن چهاردهمی مریم باکره در ویکفیلد، یورکشایر غربی. چنتری موقوفاتی بودند که به کشیش‌ها پول می‌دادند تا برای مرده‌ها دعا بخوانند تا زمان حضورشان را در برزخ کاهش دهند

پروتستان‌ها علیرغم ناکامی‌ها توانستند پیروزی‌هایی نیز بدست آورند. در ماه مه ۱۵۴۱، پادشاه دستور داد نسخه‌هایی از انجیل بزرگ را در همه کلیساها قرار دهند. عدم رعایت این موارد منجر به جریمه ۲ پوندی خواهد شد. پروتستان‌ها می‌توانستند دسترسی رو به رشد به کتاب مقدس بومی شده را جشن بگیرند، زیرا اکثر کلیساها تا سال ۱۵۴۵ دارای انجیل بودند. سیاست‌های از بین بردن آثار مذهبی باقی مانده پاییز سال ۱۵۳۸ ادامه یافت، زمانی که اسقف اعظم کانتربری و یورک دستور دادند تا تمام زیارتگاه‌های باقی مانده در انگلستان را تخریب کنند. علاوه بر این، کرانمر از اتهامات رسمی بدعت در سال ۱۵۴۳ جان سالم به در برد.
با این حال، به نظر می‌رسید که در نهایت سنت گرایان دست برتر را دارند. در بهار ۱۵۴۳، نوآوری‌های پروتستان تقریباً از بین رفته بود و تنها گسست از رم و انحلال صومعه‌ها بدون تغییر باقی ماند. در ماه مه ۱۵۴۳، قاعده جدیدی برای جایگزینی کتاب اسقف‌ها منتشر شد. طبق قواعد جدید رستگار شدن با صرف داشتن ایمان را رد کرد و از مراسم سنتی و استفاده از تصاویر دفاع کرد. چند روز بعد قانون پیشرفت واقعی دین تصویب شد که خواندن کتاب مقدس را به مردان و زنان اصیل زاده محدود می‌کرد. هنری ترس خود را در سال ۱۵۴۵ به پارلمان اینگونه بیان کرد که «کلام خدا، برخلاف خواسته قانون، در هر خانه و میخانه ای مورد مناقشه قرار خواهد گرفت، بیت هر شعر و ترانهٔ هر آواز خواهد شد.»
با این حال بهار ۱۵۴۴، به نظر می‌رسید که محافظه کاران بار دیگر نفوذ خود را از دست می‌دهند. در ماه مارس، پارلمان، پیگرد قانونی افراد را به دلیل نقض ماده شش‌گانه دشوارتر کرد. کتاب نصیحت و نیایش کرانمر، اولین خدمت رسمی به زبان محلی، در ژوئن ۱۵۴۴ منتشر شد و در ماه مه ۱۵۴۵ کتاب پرایمر پادشاه تنها کتاب دعای مجاز انگلیس شد. هر دو متن تأکیدات اصلاحطلبانه شده‌ای داشتند. بعد از مرگ ادوارد لی در سپتامبر ۱۵۴۴، رابرت هولگیت پروتستان جایگزین او به عنوان اسقف اعظم یورک شد. در دسامبر ۱۵۴۵، پادشاه این اختیار را پیدا کرد که اموال چنتری‌ها را که برای پرداخت هزینه‌های کشیش‌ها به دلیل برگزاری عشای ربانی برای مردگان وقف شده بود را تصرف کند. در حالی که انگیزه‌های هنری عمدتاً مالی بود (انگلیس در جنگ با فرانسه بود و به شدت به بودجه نیاز داشت)، تصویب قانون این چنینی «نشان دهنده این بود که چقدر مفهوم دعا برای برزخیان بی‌اعتبار شده بود».
در سال ۱۵۴۶، محافظه کاران بار دیگر در مسیر صعود قرار گرفتند. مجموعه ای از موعظه‌های بحث‌برانگیز که توسط ادوارد کروم که اعتقادات پروتستانی داشت ایراد شد، سخنان کروم بر آزار و اذیت پروتستان‌ها متمرکز شد و اینکه که سنت گرایان از آن برای هدف قرار دادن مؤثر رقبای خود استفاده می‌کنند. در همین زمان بود که آن اسکیو در برج لندن شکنجه در حال شکنجه شدن بود و در نهایت در آتش سوزانده شد. حتی آخرین همسر هنری، کاترین پار، مظنون به بدعت بود اما با توسل به رحمت پادشاه، خود را نجات داد. در حالی که پروتستان‌ها در حالت تدافعی بودند، سنت گرایان با ممنوع کردن کتاب‌های معتقدان به پروتستانتیسم به برتری خود دست یافتند.
با این حال، آزار و شکنجه ملکه کاترین توسط محافظه کاران نتیجه معکوس داشت. در نوامبر ۱۵۴۶، نشانه‌هایی مبنی بر اینکه سیاست دینی بار دیگر به سمت پروتستانتیسم متمایل شد وجود داشته‌است. وصیت پادشاه برای حکومت پس از مرگ او شورای نایب‌السلطنه ای را پیش‌بینی کرد که تحت سلطه سنت گرایان، مانند دوک نورفولک بود. لرد صدراعظم ریتزلی، اسقف گاردینر و اسقف تونستال دیگر اعضا بودند. پس از مشاجره با پادشاه، اسقف گاردینر، رهبر محافظه کار کلیسا، رسوا شد و از عضویت شورا برکنار شد.  بعدها، دوک نورفولک، قدرتمندترین فرد در میان اشراف محافظه کار، دستگیر شد. تا زمانی که هنری در سال ۱۵۴۷ درگذشت، ادوارد سیمور پروتستان، برادرجین سیمور، همسر سوم هنری (و در نتیجه عموی ادوارد ششم آینده)، موفق به ایجاد اتحاد با افرادی مانند جان دادلی شد که منجر به کنترل بر شورای خصوصی شد.

## اصلاحات ادواردی

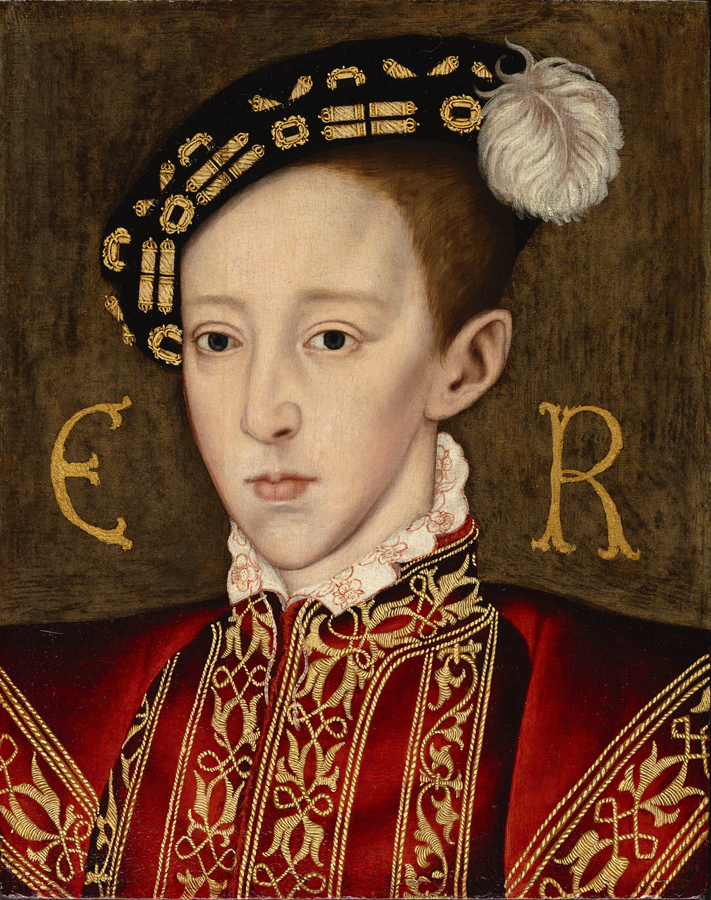
ادوارد ششم، پادشاه انگلستان، که در زمان سلطنت او اصلاحات کلیسای انگلیسی در جهتی پروتستانی تر شدن حرکت کرد

هنگامی که هنری در سال ۱۵۴۷ درگذشت، پسر نه ساله او، ادوارد ششم، تاج و تخت را به ارث برد. از آنجا که به ادوارد آموزش‌های انسان گرایی پروتستانی داده شد، پروتستان‌ها انتظارات زیادی داشتند و امیدوار بودند که او مانند یوشیا، پادشاه کتاب مقدس یهودا باشد که محراب‌ها و تصاویر بعل را ویران کرد. ادوارد نیز به تدریج تغییرات مذهبی را که «برای تخریب یک کلیسا و ساختن کلیسا دیگر، در یک انقلاب مذهبی با ظلم بی‌رحمانه طراحی شده بود» اجرا می‌کرد.
با این حال، در ابتدا، ادوارد از نظر سیاسی نفوذ چندانی نداشت. قدرت واقعی در دست شورای سلطنت بود که ادوارد سیمور، اولین دوک سامرست را به عنوان لرد محافظ انتخاب کرد. سامرست پروتستان در ابتدا اصلاحات را با تردید دنبال کرد، تا حدی به این دلیل که قدرت در اختیار او بدون چالش نبود. ماده شش‌گانه قانون کشور باقی ماند و اعلامیه ای در ۲۴ مه صادر شد که در آن به مردم اطمینان می‌داد از هرگونه «ابتکار و تغییر در دین» جلوگیری شود.
با این وجود، سیمور و کرانمر برای پیشبرد اصلاح دین برنامه‌ریزی کردند. در ماه ژوئیه، کتاب موعظه منتشر شد که همه روحانیون از آن روز یکشنبه‌ها موعظه می‌کردند. موعظه‌ها در محتوای خود صریحاً پروتستانی بودند و آثار، تصاویر، دانه‌های تسبیح، آب مقدس، شاخهٔ نخل‌ها و دیگر «خرافات پاپیستی» را محکوم می‌کردند. همچنین با آموزش جمله «ما فقط با ایمان، آزادانه و بدون اعمال نیک، پرهیزگار شمرده می‌شویم» مستقیماً با کتاب پادشاه در تضاد بود. علی‌رغم مخالفت‌های گاردینر، که قانونی بودن این تصمیمات با وجود دور زدن پارلمان و مجمع را زیر سؤال می‌برد، پرهیزگاری از طریق ایمان به عنوان یکی از آموزه‌های اصلی کلیسای انگلیس تبدیل شده بود.

### تخریب مجسمه‌ها و ممنوعیت چنتری
در اوت ۱۵۴۷، سی کمیسر - تقریباً همه پروتستان - برای بازدید سلطنتی از کلیساهای انگلستان منصوب شدند. در سال ۱۵۴۷ دستورات سلطنتی صادر شد که برای راهنمایی کمیسرها بود و البته از دستورات ۱۵۳۸ کرامول به عاریت گرفته شده بود، اما برای اینکه بیشتر رادیکال باشند دستورات را اصلاح کردند. مورخ ایرلندی ایمون دافی این دستورات را «تغییر قابل توجهی در جهت پروتستانیسم تمام عیار» می‌نامد. راهپیمایی‌های کلیسا - یکی از جنبه‌های نمایشی و عمومی مراسم مذهبی سنتی - ممنوع شد. دستورات همچنین به استفاده از آب مقدس در مراسمهای مذهبی حمله می‌کرد. تأکید شد که آنها نه برکت دادند و نه شفا، بلکه فقط یادآور مسیح بودند. روشن کردن شمع‌های نذری جلوی تمثال قدیسان که در سال ۱۵۳۸ ممنوع شده بود فراتر رفت و دستورات ۱۵۴۷ با غیرقانونی شدن روشن کردن شمع‌هایی که در تالار اصلی و زیر صلیب مسیح بودند گام دیگر برای محمدود کردن مراسم‌های سنتی برداشته شد و البته دعا خواندن با تسبیح نیز مذموم شده بود.
این دستورات در پاییز ۱۵۴۷ موجی از شمایل شکنی را به راه انداخت. در حالی که دستورات فقط تصاویری را محکوم می‌کردند که به‌عنوان عبادت مورد سوء استفاده قرار می‌گرفتند، تعریف سوء استفاده گسترده‌تر شد تا تخریب همه تصاویر و آثار را توجیه کند. شیشه‌های رنگی، زیارتگاه‌ها، مجسمه‌ها و صلیب‌های زیر سقف کلیساها یا آسیب دیدند یا کاملاً تخریب شدند. دیوارهای کلیسا که با متون انجیلی بت‌پرستی را محکوم می‌کردند، با رنگ سفید پوشیده شدند.

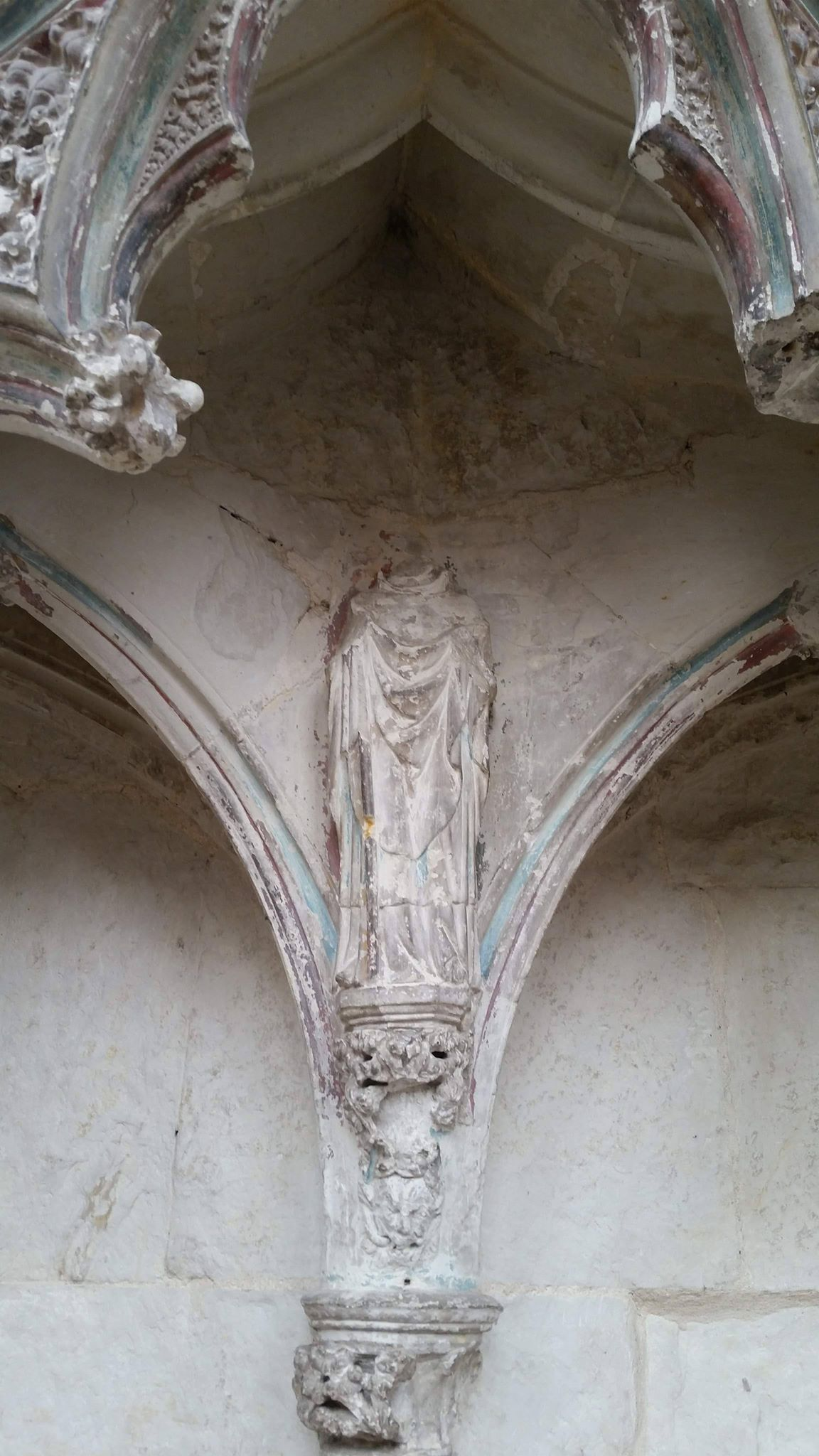
مجسمه تخریب شده در کلیسای جامع الی در دوران اصلاحات.

اسقف‌های محافظه کار مانند ادموند بونر و گاردینر به این قوانین اعتراض کردند و هر دو دستگیر شدند. بونر نزدیک به دو هفته را در زندان فلیت زندانی بود. گاردینر در سپتامبر به زندان فلیت فرستاده شد و تا ژانویه ۱۵۴۸ در آنجا ماند. با این حال، او همچنان از اجرای سیاست‌های مذهبی جدید امتناع می‌ورزید و بار دیگر دستگیر شد و به برج لندن فرستاده شد اینبار اما برای باقی حکومت ادوارد در زندان بود.
هنگامی که پارلمان جدید در نوامبر ۱۵۴۷ تشکیل شد، شروع به از بین بردن قوانینی کرد که در دوران سلطنت هنری هشتم برای محافظت از مذهب سنتی تصویب شده بود. قانون شش ماده لغو شد - انکار حضور واقعی و فیزیکی مسیح در مراسم عشای ربانی را جرم زدایی کرد. قوانین بدعت قدیمی نیز لغو شد و امکان بحث آزاد در مورد مسائل دینی را فراهم کرد. در ماه دسامبر، قانون مقدس به افراد غیر روحانی اجازه داد تا تحت هر دو نوع شراب و نان (هم برداشت کاتولیک و هم برداشت مارتین لوتر)، عشای ربانی دریافت کنند. این مورد با مخالفت محافظه کاران مواجه شد اما پروتستان‌ها از آن استقبال کردند.
قانون ۱۵۴۷ چنتری‌های باقی مانده را غیرقانونی و دارایی‌های آنها را مصادره کرد. برخلاف قانون ۱۵۴۵ هنری، قانون ۱۵۴۷ عمداً برای از بین بردن آخرین مکان‌های باقی مانده که به دعا برای برزخیان اختصاص یافته بودند، طراحی شد. ثروت مصادره شده، حمایت مالی از راف ووینگ از اسکاتلند را فراهم کرد. کشیشان این چنتری‌ها به عنوان روحانیون کمکی و معلمان مدارس به خدمت گرفته شدند و در برخی از مناطق به دلیل از دست دادن پول‌های خیریه ، چنتری‌ها رو به ویرانی نهادند.
مورخان در مورد استقبال از این قوانین اختلاف نظر دارند. آرتور جفری دیکنز مدعیست که خود مردم دیگر «به عشای ربانی برای نجات ارواح در برزخ اعتقاد ندارند»، اما ایمون دافی استدلال کرد که تخریب کلیساهای مذهبی و حذف تصاویر با فعالیت کمیسرهای سلطنتی همزمان شده‌است. شواهد اغلب مبهم است. در برخی جاها، کشیشان عبادتگاها همچنان به دعا کردن می‌پرداختند و زیمن داران برای انجام این کار به آنها پول می‌دادند. در برخی از مناطق اقداماتی را برای پنهان کردن تصاویر و مجسمه‌ها انجام دادند تا آنها را از مصادره و تخریب نجات دهند. مخالفت با حذف تصاویر بسیار گسترده بود - به طوری که وقتی در دوران جمهوری انگلستان، ویلیام داوسینگ مأمور شکستن تصویر در سافک شد، کار او، همان‌طور که او آن را ثبت کرده، بسیار زیاد بود.

### کتاب دعای ۱۵۴۹
سال دوم سلطنت ادوارد نقطه عطفی برای اصلاحات انگلیس بود. بسیاری سال ۱۵۴۸ را به جای دهه ۱۵۳۰، به عنوان آغاز جدایی کلیسای انگلیس از کلیسای کاتولیک رم می‌شناختند. در ۱۸ ژانویه ۱۵۴۸، شورای خصوصی استفاده از شمع در مراسم بزرگداشت پاکیزگی مریم مقدس، استفاده از خاکستر در چهارشنبه خاکستر و شاخه نخل در یکشنبه نخل را ممنوع کرد. در ۲۱ فوریه، شورا صراحتاً دستور حذف تمامی تصاویر کلیسا را صادر کرد.
اما اعلامیه سلطنتی در ۸ مارس، تغییر مهم‌تری را اعلام کرد - اولین اصلاحات اساسی در مراسم عشای ربانی و الهیات رسمی کلیسای انگلستان. «دستور عشای ربانی» مجموعه ای از نصیحت‌ها و دعاهای انگلیسی بود که منعکس کننده الهیات پروتستانی بود و در عشای ربانی لاتین درج شد. یک انحراف قابل توجه از سنت این بود که اعتراف یک نفر به یک کشیش اختیاری بود (در حالی که حتی قبل از انجام مراسمات عشای ربانی این مورد همیشه الزامی بود) و با یک اعتراف عمومی که توسط کل جماعت حاضر گفته می‌شد جایگزین شد. تأثیر این قانون بر دین عرفی نه فقط پروتستان‌ها که بر اکثریت مردم عادی عمیق بود، زیرا دیگر مردم عادی نیز از اعتراف به گناهان خود نزد کشیش‌های خود دست کشیدند. در سال ۱۵۴۸، کرانمر و دیگر پروتستان‌های برجسته از لوتری بودن به موضع اصلاح‌شده در مراسم عشای ربانی تغیر عقیده دادند. البته در تغییر عقیده کرانمر مارتین بوسر، الهی‌دان استراسبورگ، تأثیر بسزایی داشت. نتایج این تغییر را می‌توان در تعلیمات مربوط به عشای ربانی مشاهده کرد. به مردم عادی آموزش داده می‌شد که هنگام انجام مراسمات عشای ربانی «به لحاظ روحی گوشت مسیح را می‌خورند»، حمله ای واضح به اعتقاد به حضور واقعی و فیزیکال مسیح در مراسم عشای ربانی. و در نهایت «دستور عشای ربانی» در کتاب دعای جدید تا حد زیادی بدون تغییر گنجانده شد.

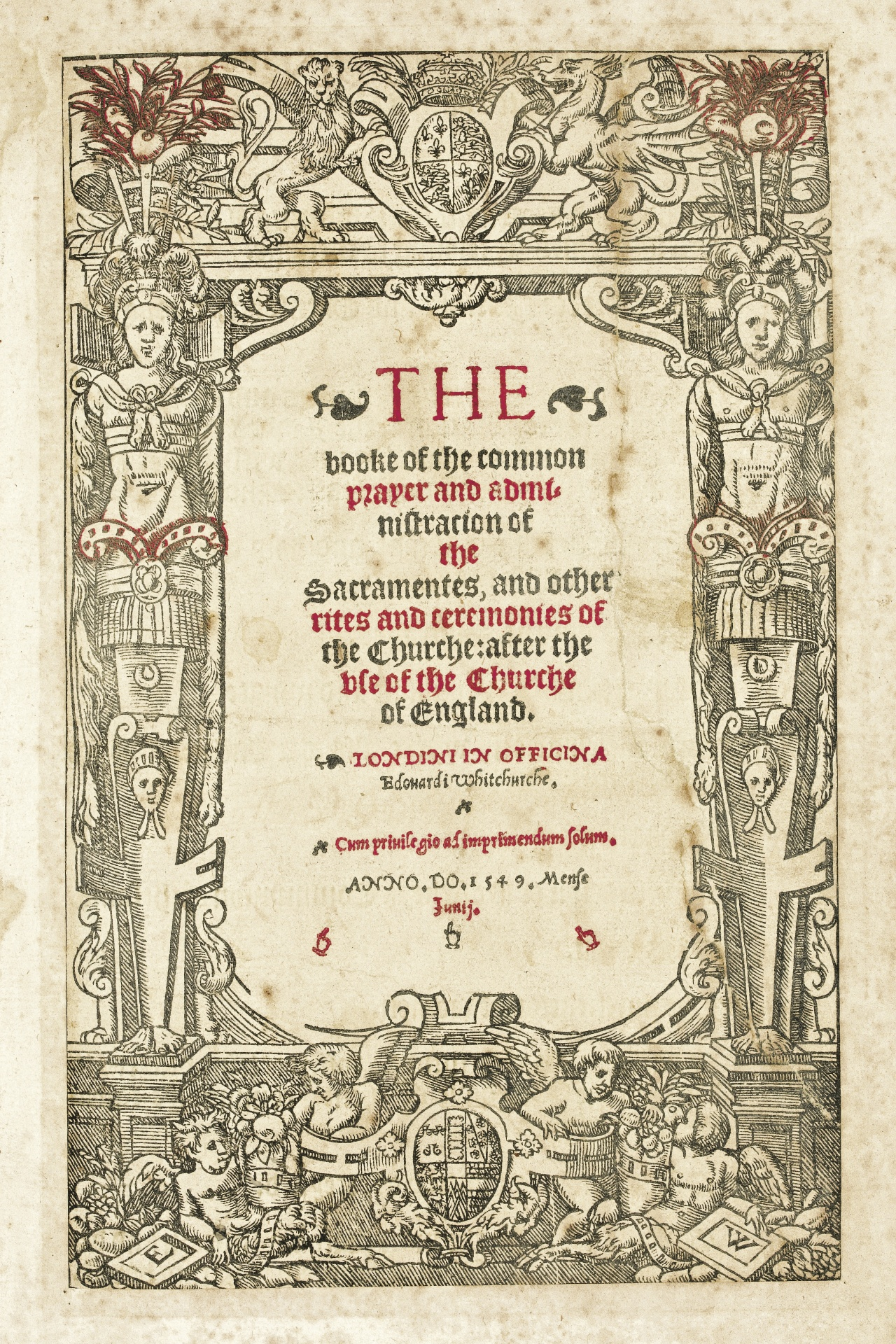
صفحه عنوان کتاب دعای مشترک سال ۱۵۴۹

کتاب دعای مشترک کتاب دعا و عبادت جدیدی بود که توسط قانون یکنواختی ۱۵۴۹ مجاز شد. چندین آیین منطقه‌ای لاتین که در آن زمان استفاده می‌شد، مانند استفاده از ساروم، استفاده از یورک و استفاده از هرفورد با عبادت به زبان انگلیسی جایگزین شد. این کتاب که توسط کرانمر تألیف شد، اولین کتاب دعای او بود و مصالحه ای موقت با محافظه کاران بود. این کتاب به پروتستان‌ها با حفظ ساختار سنتی عشای ربانی، خدماتیعاری از آنچه آنها خرافات می‌دانستند، ارائه کرد.
در کتاب جدید چرخه‌های تعطیلات مسیحی رعایت می‌شد و توضیحاتی برای انجام عبادات متینز نیز داشت (دعای صبح) همچنین توضیحاتی برای عشای ربانی و سرود شامگاه (دعای عصر) وجود داشت. علاوه بر این، تقویمی از اعیاد قدیسین با خواندن کتاب مقدس متناسب با آن روز وجود داشت. کشیشان هنوز لباس رسمی می‌پوشیدند - البته کتاب دعا به جای شنل (chasuble)، لباس بدون آستین (cope) را توصیه می‌کرد. در این میان بسیاری از اعمال عبادی تغییرات ناچیزی به خود دیدند. غسل تعمید هنوز طبیعت به شدت مقدس خود را حفظ کرده بود، از جمله وجود برکت آب (blessing of water) در حوضچه تعمید، قول‌های والدین تعمیدی، علامت صلیب بر پیشانی کودک و پیچیدن کودک در یک پارچه تدهین سفید رنگ. خدمات تأیید و ازدواج از آیین ساروم پیروی می‌کرد. هنوز در پاره ای نقاط دعا برای اموات و مراسم عزاداری در عشای ربانی وجود داشت، مانند برگزاری مراسم عشای ربانی در یک تشییع جنازه.
با این وجود، اولین کتاب دعای مشترک یک انحراف «رادیکال» از عبادت سنتی بود، زیرا «تقریباً همه چیزهایی را که تا آن زمان برای ایجاد خدا ترسی در عشای ربانی اهمیت داشت، حذف شد». عشای ربانی بدون بالا بردن نان و شراب مقدس انجام شد. بالا بردن، لحظهٔ حیاتی و شورانگیز مراسم عبادت قدیمی بود، که البته همان هم به ایدهٔ حضور واقعی مسیح وابسته بود. علاوه بر این، دعای تقدیس برای بازتاب الهیات پروتستانی تغییر یافت. در مراسم‌ها از سه پیشکش یاد می‌شد؛ اولین مورد قربانی شدن عیسی روی صلیب بود. دوم، حمد و سپاس پیشکش کردن حضار کلیسا و سوم ارائه کردن "نفس، روح و بدن، تا پیشکشی مناسب، مقدس و سر زنده " به درگاه خداوند باشد.  در حالی که قانون قرون وسطایی مراسم عشای ربانی به صراحت عمل کشیش در محراب را به عنوان قربانی کردن مسیح می‌شناخت، کتاب دعا با بیان اینکه پیشکش کردن حمد و سپاس در مراسم عشای ربانی مشابه قربانی مسیح بر روی صلیب نیست و ارتباط بین این دو مراسم را قطع کرد. به جای اینکه کشیش قربانی شدن مسیح را به خدای پدر تقدیم کند، حضار حمد و سپاس خود را تقدیم می‌کردند. اکنون می‌بایست مراسم عشای ربانی را صرفاً وسیله ای برای جمع شدن حضار و دریافت برکات مراسم قربانی شدن مسیح دانست.
انحرافات دیگری نیز از سنت وجود داشت. حداقل در ابتدا، موسیقی وجود نداشت زیرا زمان می‌برد تا بدنه موسیقی لاتین کلیسا جایگزین شود. بیشتر مراسم‌های مذهبی صرفاً با اعیاد اصلی مانند کریسمس، عید پاک و ویتسون و روزهای مقدسی مانند (حواریون، بشارت‌دهندگان، یحیی ومریم مجدلیه) و تنها دو روز عید ماریان (طهارت و بشارت) جایگزین شدند. عروج مریم و جشن یادبود شام آخر مسیح و دیگر جشن‌ها از بین رفتند.
در سال ۱۵۴۹، پارلمان همچنین ازدواج روحانیون را قانونی اعلام کرد، چیزی که قبلاً توسط برخی پروتستان‌ها (از جمله کرانمر) انجام می‌شد، اما محافظه کاران آن را بعنوان امری ناپسند تلقی کردند.

### شورش
اجرای مراسم مذهبی جدید بدون درگیری هم نبود. در غرب کشور، معرفی کتاب دعای مشترک کاتالیزوری برای یک سری قیام‌ها در تابستان ۱۵۴۹ بود. تحولات در ابعاد کوچکتری در جاهای دیگر از میدلندز غربی تا یورک‌شر وجود داشت. شورش‌ها البته فقط در واکنش به کتاب دعای جدید نبود. شورشیان خواستار احیای کامل آیین‌های کاتولیک قبل از اصلاحات بودند. آنها همچنین نگرانی‌های اقتصادی نیز داشتند، مانند حصار کشی زمین‌های کشاورزان توسط اربابان منطقه که خود به تضادهای بطقاتی می‌انجامید. با این حال، در شرق آنگلیا، شورش‌ها فاقد عنصر احیای آیین‌های کاتولیک بودند. البته در شورش‌های مثل شورش کت در نورویچ ترکیبی چند عامل خداترسی پروتستانی را با مطالبه اصلاحات اقتصادی و عدالت اجتماعی در هم آمیخت.
البته قیام‌ها پس از تلفات قابل توجهی سرکوب شدند. سامرست مقصر شناخته شد و در ماه اکتبر از قدرت برکنار شد. هم محافظه کاران و هم اصلاح طلبان به اشتباه فکر می‌کردند که حرکت اصلاحاتی آغاز شده سرنگون خواهد شد. جانشین سامرست جان دادلی بود که به عنوان نایب السلطنه بالفعل و رئیس جدید شورای خصوصی نیز خدمت می‌کرد. وارویک اجرای بیشتر سیاست اصلاحی را وسیله ای برای جلب حمایت پروتستان‌ها و شکست دادن رقبای محافظه کار خود می‌دانست.

### اصلاحات عمیق‌تر

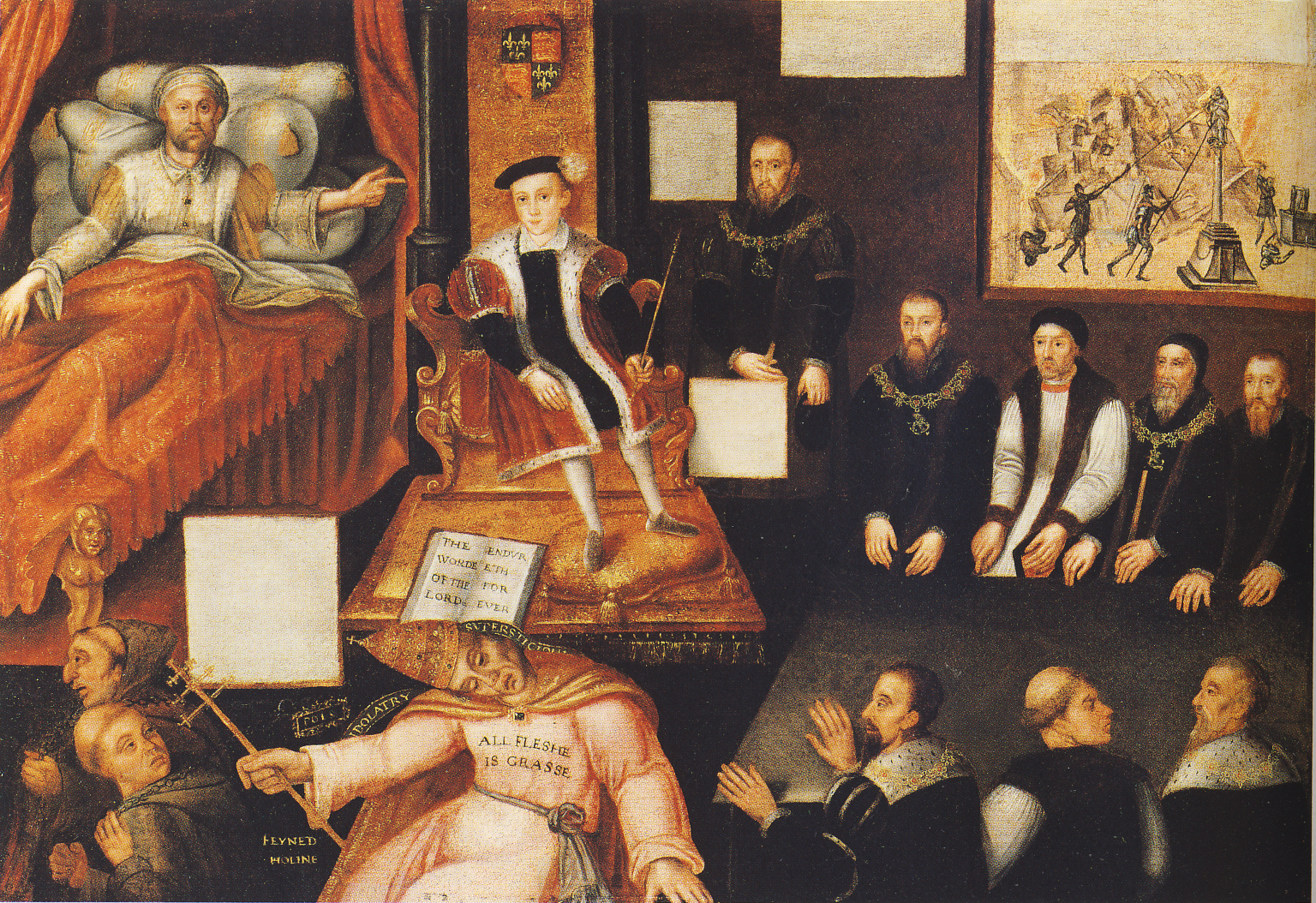
ادوارد ششم بهمراه پاپ: تمثیلی از اصلاحات.
اثری تبلیغاتی در عصر الیزابت، واگذاری قدرت از هنری هشتم به ادوارد ششم، در حال که در بستر مرگ دراز کشیده، ادوارد نشسته با پاپی که در زیر پایش افتاده‌است. در سمت راست بالای تصویر، تصویر مردانی است که مجسمه‌ها را پایین می‌کشند و خرد می‌کنند. در کنار ادوارد عموی او لرد محافظ ادوارد سیمور و اعضای شورای خصوصی هستند.

از این نقطه به بعد، اصلاحات با سرعت پیش رفت. از دهه ۱۵۳۰، یکی از موانع اصلاحات پروتستانی، اسقف‌ها بودند که بین اکثریت سنت گرا و اقلیت پروتستان تقسیم شده بودند. این مانع در ۱۵۵۰–۱۵۵۱ زمانی که اسقف نشین‌ها از محافظه کاران پاکسازی شد، برداشته شد. ادموند بونر از لندن، ویلیام راگاز نورویچ، نیکلاس هیث از ووستر، جان ویسی از اکستر، کاتبرت تونستال از دورهام، جورج دی از چیچستر و استفان گاردینر از وینچستر یا از سمت اسقفی خود محروم شدند یا مجبور به استعفا شدند. توماس ترلبی، اسقف وست مینستر، تنها با منتقل شدن به اسقف‌نشین نوریچ، جایی که در طول اسقفی خود عملاً هیچ کاری انجام نداد توانست اسقف باقی بماند. اسقف‌های سنت‌گرا با پروتستان‌هایی مانند نیکلاس ریدلی، جان پونت، جان هوپر و مایلز کاوردیل جایگزین شدند.
اسقف‌های پروتستان که به تازگی جسور شده بودند، توجه خود را به پایان دادن به تلاش‌های روحانیون محافظه کار برای «جعل عشای ربانی پاپ» از طریق خلاءهای موجود در کتاب دعای ۱۵۴۹ معطوف کردند. کتاب دعای مشترک در زمانی تألیف شد که لازم بود امتیازی به سنت گرایان داده شود. کشیش‌های محافظه کار از این امر بهره بردند که مراسم عبادت جدید را تا حد امکان شبیه مراسم قدیم اجرا می‌کردند، از جمله بالا بردن نان و شراب در مراسم عشای ربانی. اسقف محافظه کار گاردینر کتاب دعا را در حالی که در زندان بود تأیید کرد. مورخ ایرلندی، ایمون دافی به این نکته اشاره می‌کند که بسیاری از مردم غیر روحانی با کتاب دعا «به عنوان یک کتاب دعای انگلیسی» رفتار می‌کردند.
برای حمله به مراسم عشای ربانی، پروتستان‌ها خواستار برداشتن محراب‌های سنگی شدند. اسقف ریدلی این کارزار را در ماه مه ۱۵۵۰ آغاز کرد، زمانی که دستور داد تمام محراب‌های واقع در اسقف نشین لندن را با میزهای چوبی جایگزین کنند. اسقف‌های دیگر در سراسر کشور از لندن الگو گرفتند، اما مقاومت‌هایی نیز وجود داشت. در نوامبر ۱۵۵۰، شورای خصوصی دستور حذف همه محراب‌ها را در تلاش برای پایان دادن به همه اختلافات داد. در حالی که کتاب دعا از اصطلاح «محراب» استفاده می‌کرد، پروتستان‌ها میز را ترجیح می‌دادند، زیرا در شام آخر، مسیح مراسم را بر سر یک میز برگزار کرد. برداشتن محراب‌ها همچنین تلاشی برای از بین بردن این ایده بود که عشای ربانی مراسم قربانی کردن مسیح است. در طول ماه روزه در سال ۱۵۵۰، جان هوپر موعظه کرد، «تا زمانی که محراب‌ها باقی می‌مانند، هم مردم نادان و هم کشیش نادان متقاعد شده از شر، همیشه رؤیای قربانی کردن را خواهند دید».
در مارس ۱۵۵۰، دستورنامه جدیدی منتشر شد که بر اساس رساله مارتین بوسر در مورد شکل کهنوت بود. در حالی که بوسر تنها یک اجرای وظیفه برای هر سه مرتبه از روحانیون ارائه کرده بود، دستور العمل انگلیسی محافظه کار تر بود و خدمات جداگانه ای برای شماس‌ها، کشیشان و اسقف‌ها داشت. جان هوپر در طول انجام وظیفه به عنوان اسقف گلاستر، به الزام پوشیدن یک شنل سیاه بر روی یک قلاب بافی سفید، اعتراض کرد. اما در نهایت متقاعد شد که لباسی که از نظر خودش توهین آمیز بود را بپوشد. این اولین نبرد در مناقشه لباس‌ها بود، که اساساً درگیری بر سر این بود که آیا کلیسا می‌تواند از مردم بخواهد مراسمی را که نه برای رستگاری ضروری است و نه توسط کتاب مقدس ممنوع شده‌است، رعایت کنند.

### کتاب دعای ۱۵۵۲ و مصادره اموال کلیسا

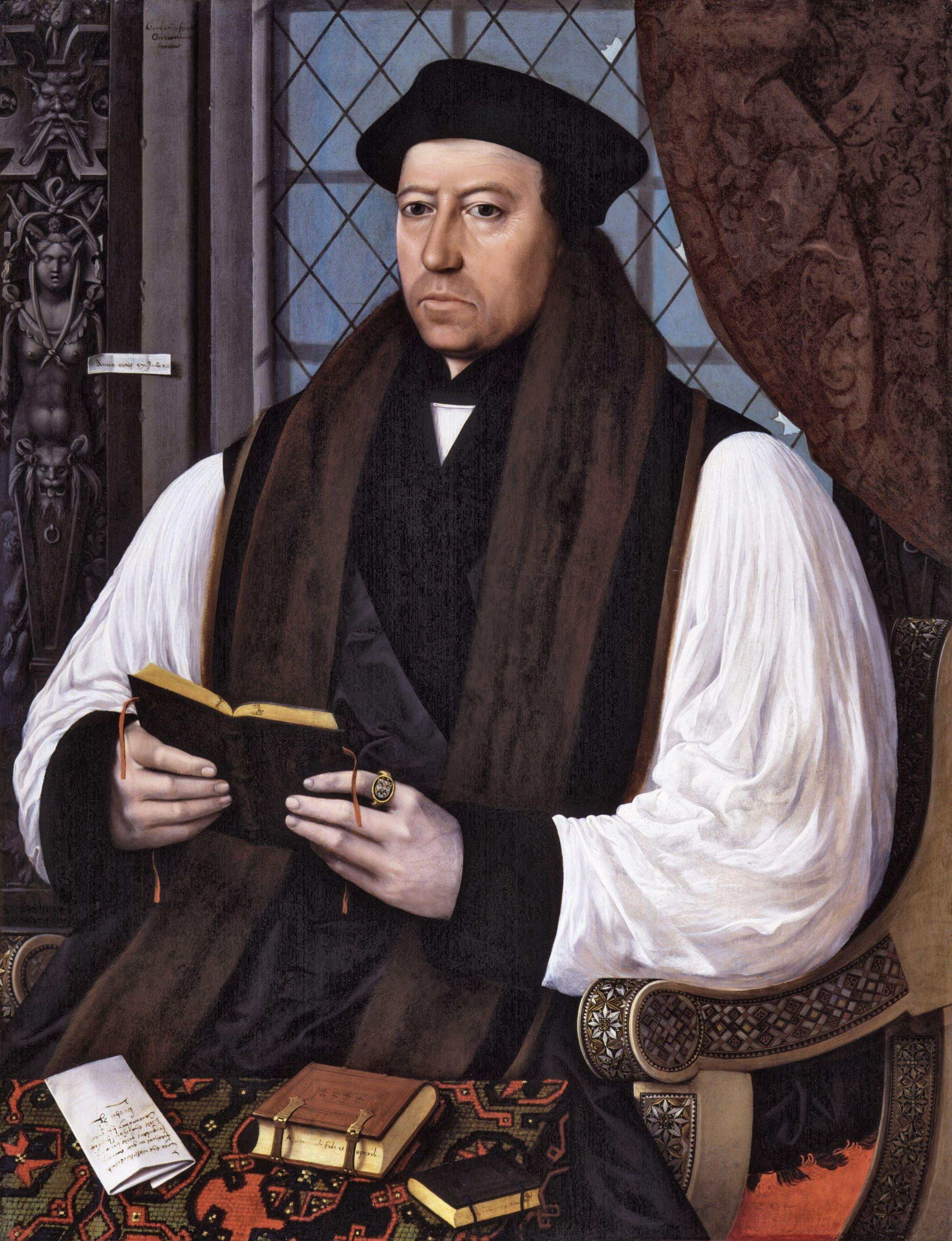
توماس کرنمر (۱۴۸۹–۱۵۵۶), اسقف اعظم کانتربری در دوره حیات هنری هشتم و نویسنده کتاب اول و دوم کتاب نمازنامه عام

کتاب دعای مشترک سال ۱۵۴۹ توسط پروتستان‌ها در انگلستان و خارج از کشور به دلیل مستعد تفسیر مجدد بودن قوانین کلیسای کاتولیک مورد انتقاد قرار گرفت. مارتین بوسر ۶۰ مشکل را در کتاب دعا شناسایی کرد. تغییرات بین سال‌های ۱۵۴۸ و ۱۵۵۲ در الهیات عشای ربانی نیز کتاب دعا را رضایت‌بخش نکرد - در آن زمان پروتستان‌های انگلیسی به اجماع دست یافتند که هرگونه حضور واقعی بدن مسیح در مراسم عشای ربانی را رد کنند. برخی از پروتستان‌های بانفوذ مانند پیتر ورمیگلی از دیدگاه نمادین اولریش تسوینگلی دربارهٔ مراسم عشای ربانی دفاع کردند. پروتستان‌های کمتر رادیکال مانند بوسر و کرانمر از حضور روحانی (غیر جسمانی) در مراسم مقدس دفاع کردند. خود کرانمر قبلاً دیدگاه‌های پذیرش‌گرایان در مورد شام آخر را پذیرفته بود. در آوریل ۱۵۵۲، قانون جدید یکنواختی اجازه داد که کتاب تجدید نظر شده دعای مشترک تا ۱ نوامبر مورد استفاده قرار گیرد.
این کتاب دعای جدید بسیاری از عناصر سنتی را در کتاب دعای ۱۵۴۹ که پیشتر چاپ شده بود حذف کرد و در نتیجه مناسکی پروتستانی تر به وجود آمد. مراسم عشای ربانی جدید برای حذف هرگونه اشاره ای به تقدیس یا تغییر در نان و شراب طراحی شده بود. قرار بود به جای نان فطیر از نان معمولی استفاده شود. دعای توسل حذف شد و کشیش دستیار هنگام عشای ربانی دیگر به «جسم مسیح» اشاره ای نمی نکرد. بلکه می‌گفت: «این را بگیر و بخور، به یاد اینکه مسیح برای تو جان داد و در سینه ات او را با شکر و سپاسگذاری، سیراب کن». حضور مسیح در عشای ربانی یک حضور روحانی «محدود به تجربه ذهنی ارتباط دهنده» بود. اسقف انگلیکن کالین بوکانان، کتاب دعا را به این معنا تفسیر کرد که «تنها نقطه‌ای که نان و شراب به بدن و خون دلالت می‌کنند، در لحظهٔ انجام مراسم است» و نان یا شراب باقی مانده باید توسط متصدیان برای مصرف معمولی به خانه برده می‌شد.
در کتاب دعای جدید، آخرین آثار دعای برای مردگان از مراسم تشیع جنازه حذف شد. بر خلاف نسخه ۱۵۴۹، کتاب دعای ۱۵۵۲ بسیاری از مراسم مذهبی و سنتی را که نشان دهنده اعتقاد به برکت و جن‌گیری از افراد یا اشیاء بود حذف کرد. در مراسم غسل تعمید، نوزادان دیگر جنگیری جزئی (دعا برای دور شدن ارواح شیطانی) نمی‌شدند و ردای کریسم سفید نمی‌پوشیدند. عمل مسح کردن دیگر در غسل تعمید، انتصاب روحانیون و عیادت از بیماران جایی نداشت. تمام این مراسمات برای تأکید بر اهمیت ایمان به جای اهمیت دادن به خود مراسم یا اشیاء درون مراسم، تغییر یافت. لباس روحانیت ساده شده بود - دستیاران روحانیون فقط مجاز به پوشیدن ردای سفید رنگ بودند و اسقف‌ها مجبور بودند ردای سفید رنگ بلند تری بپوشند.
در تمام دوران سلطنت ادوارد، دولت اشیای باارزش کلیساهای محلی (parish) را ظاهراً برای جلوگیری از دزدی، تصرف می‌کرد، درست مانند همان کاری که با چنتری‌ها انجام شد. در مارس ۱۵۵۱ شورای خصوصی دستور مصادره بشقاب‌ها و لباس‌های اسقف‌ها را صادر کرد. البته تا سال ۱۵۵۲–۱۵۵۳ که کمیسران منصوب شدند، هیچ اقدامی انجام نشد. به آن‌ها دستور داده شد که فقط «اقلام ضروری» را که در کتاب دعای مشترک سال ۱۵۵۲ لازم است، باقی بگذارند - یک ردای سفید، رو میزی، پیاله و یک زنگوله. اقلامی که باید توقیف شوند عبارتند از شنل‌ها، جام‌ها، ظرف روغن مقدس، ظرف نان عشای ربانی، مونسترنس و شمعدان‌ها. بسیاری از کلیساها پیش دستی کردند آنها به جای اجازهٔ مصادره آنها در آینده، اشیای با ارزش خود را فروختند. آنها با این پول‌ها پروژه‌هایی از کلیسای‌های محله‌ای را تأمین کردند که توسط مقامات سلطنتی نمی‌توانستند به چالش کشیده شوند. البته در بسیاری از کلیساها، اقلام ذکر شده مخفی می‌شد یا به اعیان محلی داده می‌شد که در واقع این خود همان اعیان بودند که این اقلام را به کلیسا قرض داده بودند.
این مصادره‌ها باعث تنش بین رهبران کلیسای پروتستان و واریک (که حالا دوک نورثامبرلند نامیده می‌شد) شد. کرانمر، ریدلی و دیگر رهبران پروتستان به نورثامبرلند اعتماد نداشتند. البته نورثامبرلند خود به دنبال تضعیف این اسقف‌ها با تبلیغ برای منتقدان آنها، مانند جان لاسکی و جان ناکس بود. طرح کرانمر برای بازنگری در قانون کلیسایی (Reformatio legum ecclesiasticarum)، به دلیل مخالفت نورثامبرلند در پارلمان شکست خورد. علی‌رغم چنین تنش‌هایی، در ماه مه ۱۵۵۳ دکترین جدیدی برای جایگزینی کتاب پادشاه در مورد قدرت سلطنتی صادر شد. قانون چهل و دو ماده منعکس کننده الهیات اصلاح‌شده و عملی است که در دوران سلطنت ادوارد شکل گرفته بود. تاریخ‌دان بریتانیایی کریستوفر هیگ آن را به عنوان «کالوینیسم محدود» توصیف می‌کند. این قانون جبر را تأیید می‌کرد و اینکه پادشاه انگلستان رئیس عالی کلیسای انگلستان بود.

### جانشینی ادوارد
پادشاه ادوارد در فوریه به شدت بیمار شد و در ژوئیه ۱۵۵۳ درگذشت. قبل از مرگش، ادوارد نگران بود که مری، خواهر کاتولیک متعهدش، اصلاحات مذهبی او را لغو کند. طرح جدیدی برای جانشینی ایجاد شد که در آن هر دو خواهر ادوارد مری و الیزابت به دلیل نامشروع بودن به نفع جین گری پروتستان، نوه عمه ادوارد، ماری تودور و عروس دوک نورثامبرلند، دور زده شدند. این جانشینی جدید سومین قانون جانشینی مصوب سال ۱۵۴۴ را نقض کرد و عمدتاً به عنوان تلاشی توسط نورثامبرلند برای ماندن در قدرت تلقی شد. نورثامبرلند به دلیل موضوع مصادره کلیسا نامحبوب بود در نتیجه حمایت‌ها از جین از بین رفت. در ۱۹ ژوئیه، شورای خصوصی، مری را ملکه اعلام کرد و با شادی مردم لندن مواجه شد.

## بازگشت به عقب ماری

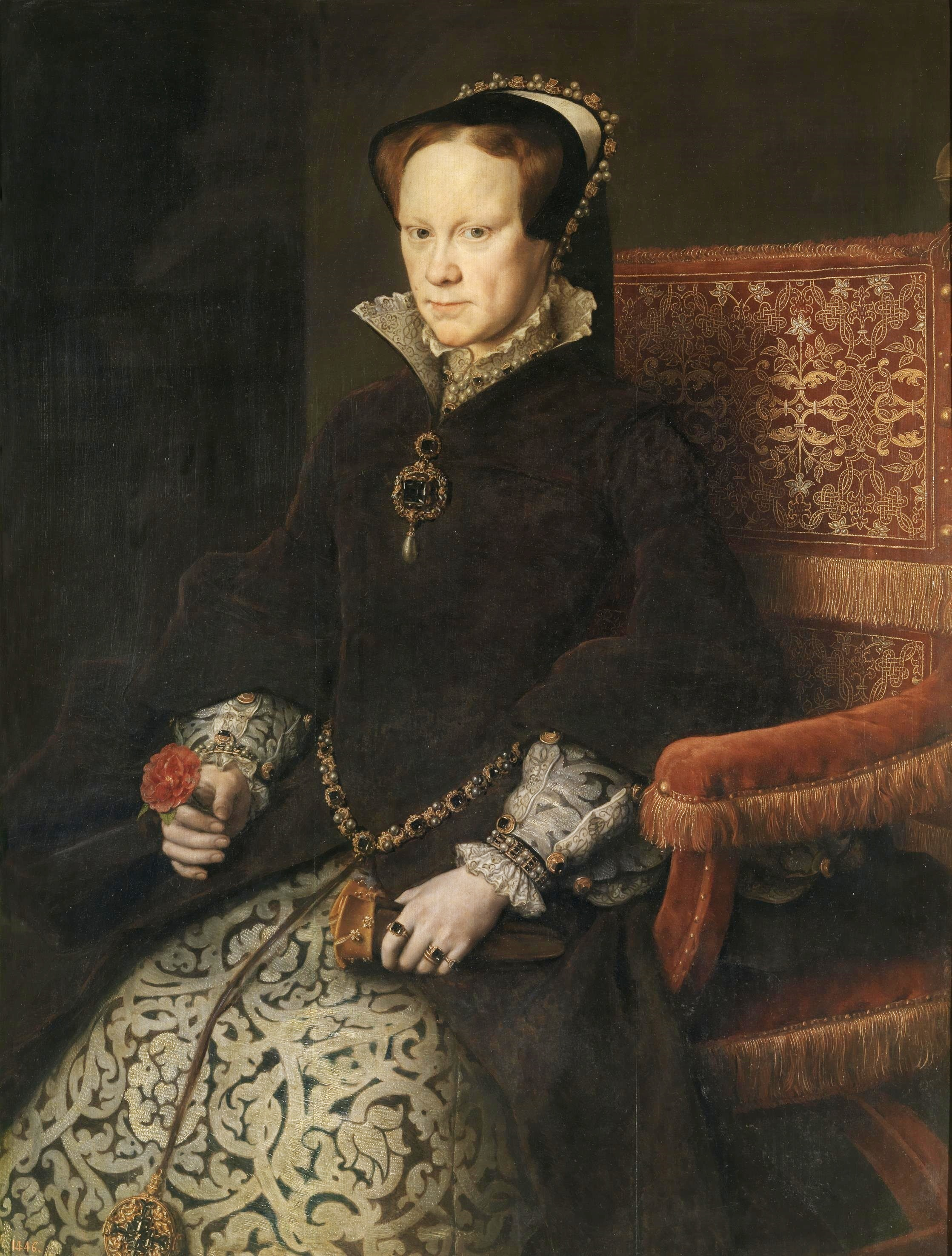
ماری یکم ملکه انگلستان احیاگر روابط با رم

### آشتی با رم
هم پروتستان‌ها و هم کاتولیک‌ها دریافتند که به سلطنت رسیدن ماری یکم، ملکه انگلستان به معنای احیای دین سنتی است. قبل از تحریم قانونی مراسم عشای ربانی انگلیسی که در کتاب دعای مشترک ۱۵۵۲ به رسمیت شناخته شده بود، عشای ربانی لاتین در سراسر انگلستان دوباره برگزار می‌شد. ماری سلطنت خود را محتاطانه با تأکید بر نیاز به تساهل در مسائل دینی آغاز کرد و اعلام کرد که فعلاً اجباری به انطباق مذهبی نخواهد داشت. البته که اینها بخشی از تلاش ماری برای جلوگیری از تحریک مخالفت پروتستان قبل از اینکه بتواند قدرت خود را تحکیم کند بود. اگرچه پروتستان‌ها اکثریت جمعیت را تشکیل نمی‌دادند، تعداد آنها در طول سلطنت ادوارد افزایش یافته بود. تاریخ‌دان ایمون دافی می‌نویسد که «پروتستانیسم در لندن و در شهرهایی مانند بریستول، رای، و کولچستر قدرت قابل توجه بدست آورده بود و در برخی از شهرهای شمالی مانند هسل، هال و هالیفاکس نیز چنین بود».
پس از به قدرت رسیدن ماری، دوک نورفولک به همراه اسقف‌های محافظه کار بونر، گاردینر، تونستال، دی و هیث از زندان آزاد شدند و به اسقف نشین‌های سابق خود بازگردانده شدند. در سپتامبر ۱۵۵۳، هوپر و کرانمر به زندان افتادند. نورثامبرلند نیز بعد از گرویدن به کاتولیک اعدام شد.
گسست از رم و اصلاحات مذهبی هنری هشتم و ادوارد ششم از طریق قانونگذاری پارلمانی حاصل شد و تنها از طریق پارلمان قابل برگشت بود. هنگامی که پارلمان در اکتبر تشکیل جلسه داد، اسقف گاردینر، اکنون لرد صدراعظم، در همان ابتدای کار لغو کلیه قوانین مذهبی تصویب شده از سال ۱۵۲۹ را پیشنهاد کرد. مجلس عوام از تصویب این لایحه امتناع کرد و پس از بحث‌های داغ، پارلمان همه قوانین مذهبی ادواردی را لغو کرد. توانایی ازدواج روحانیون و کتاب دعا، در اولین اساسنامه لغو شدند. در ۲۰ دسامبر، عشای ربانی توسط قانون دوباره احیا شد. البته برای ماری شکست‌هایی هم وجود داشت: پارلمان از مجازات شرکت نکردن در مراسم عشای ربانی امتناع کرد، اموال مصادره شده ی کلیسا را پس نداد و مسئله برتری پاپ را دوباره مورد بررسی قرار نداد.
اگر ماری قرار بود کاتولیک را برای انگلستان تضمین کند، به یک وارث جدید نیاز داشت و باید از به ارث بردن سلطنت توسط الیزابت، خواهر ناتنی پروتستانش جلوگیری می‌کرد. او به توصیه پسر عمویش کارل پنجم، امپراتور مقدس روم، در سال ۱۵۵۴ با پسرش فلیپه دوم اسپانیا ازدواج کرد. اگرچه مقرر شده بود که فیلیپ هرگز وارث پادشاهی نباشد، اگر وارثی وجود نداشته باشد، املاکی نداشته باشد و تاجگذاری نداشته باشد.

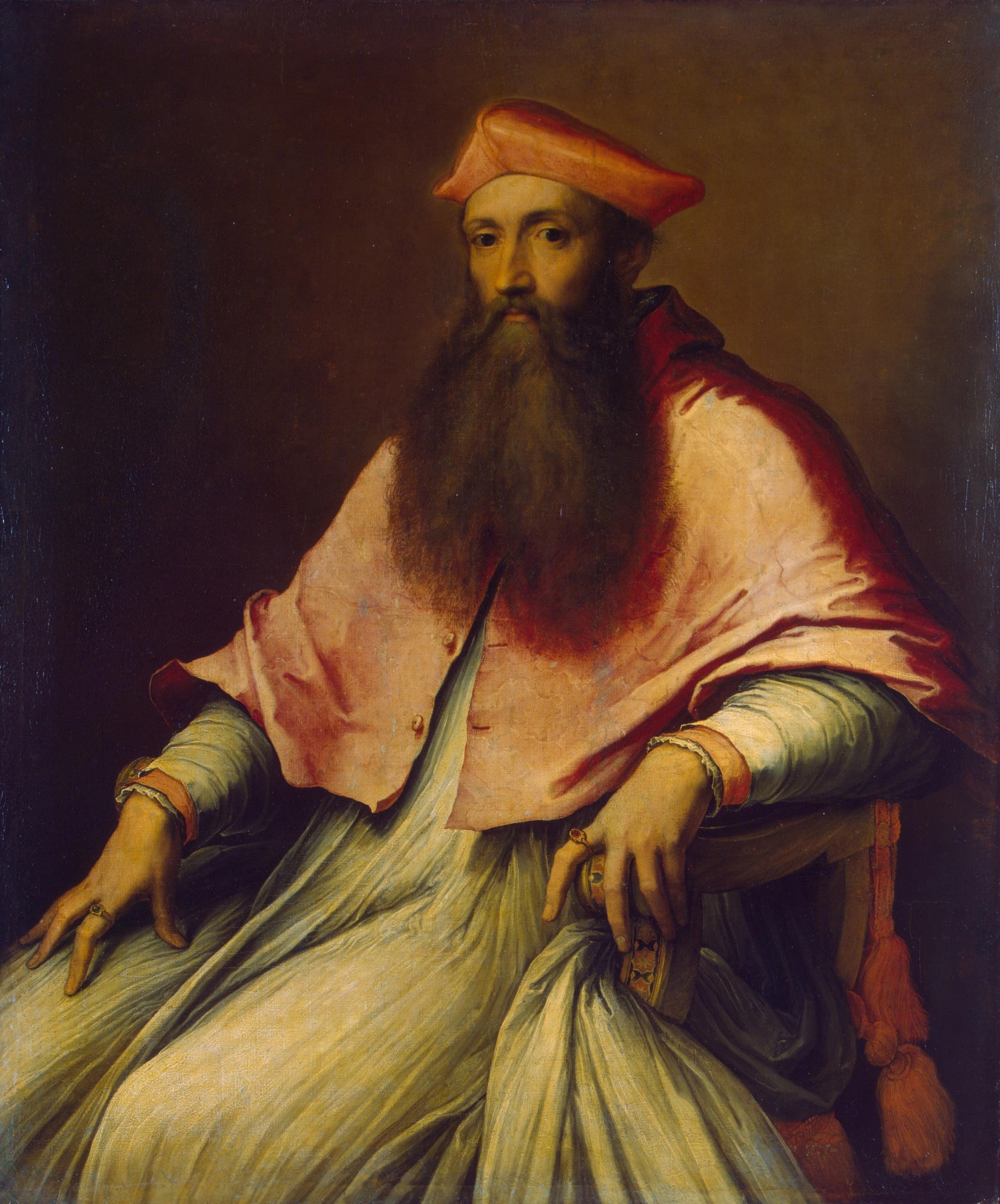
کاردینال رجینالد پل ریاست آشتی کلیسای انگلیس با رم را بر عهده داشت

در پایان سال ۱۵۵۴، توافق مذهبی هنری هشتم دوباره برقرار شد، اما ارتباطی بین کلیسای انگلستان و رم برقرار نشده بود. البته قبل از اینکه اتحاد دوباره اتفاق بیفتد، اختلافات مربوط به اموال کلیسا باید حل و فصل می‌شد - که در عمل به این معنی بود که به اشراف و اعیانی که زمین‌های مصادره شده کلیسا را خریداری کرده بودند اجازه می‌داد آنها را حفظ کنند. کاردینال رجینالد پل، پسر عموی ملکه، در نوامبر ۱۵۵۴ به عنوان نماینده پاپ برای پایان دادن به جدایی کلیسای انگلستان و کلیسای کاتولیک رم وارد لندن شد. در ۲۸ نوامبر، پل پارلمان را مورد خطاب قرار داد تا و از آنها خواست که به انشقاق پایان دهند و اعلام کرد «من آمده‌ام نه برای تخریب، بلکه برای ساختن. من برای آشتی آمده‌ام، نه برای محکوم کردن. من آمده‌ام نه برای اجبار، بلکه برای فراخوان مجدد.» در پاسخ، پارلمان روز بعد طوماری را به ملکه تسلیم کرد با این مضمون «این قلمرو ممکن است دوباره به وسیله لرد کاردینال پل به کلیسای رم متحد گردد».
در ۳۰ نوامبر، پل با هر دو مجلس صحبت کرد و اعضای پارلمان را به همراه «تمام قلمرو از هر بدعت و تفرقه» مبری کرد. پس از آن، سلسله مراتب روحانیت مقامات با درجه پایینتر خود را از بدعت مبری می‌کردند.در ۲۶ دسامبر، شورای خصوصی قوانینی را برای لغو قوانین مذهبی دوران سلطنت هنری هشتم و اجرای اتحاد مجدد با رم ارائه کرد. این لایحه به عنوان دومین اساسنامه لغو تصویب شد.

### ترمیم کاتولیک
ایمون دافی می‌نویسد که «برنامه مذهبی ماریان، واکنشی نبود، بلکه بازسازی خلاقانه بود» که هر آنچه را که در اصلاحات هنری هشتم و ادوارد ششم مثبت تلقی می‌شد جذب می‌کرد.  نتیجه «به طرز نامحسوس اما مشخصی با کاتولیک در دهه ۱۵۲۰ متفاوت بود.»  به گفته مورخ کریستوفر هیگ، کاتولیکی که در دوران سلطنت ماری شکل گرفت، «کاتولیک اراسمی بالغ شده» که توسط روحانیون برجسته آن پایه‌گذاری شده بود که همگی در دهه‌های ۱۵۲۰ و ۱۵۳۰ تحصیل کرده بودند.  ادبیات کلیسای ماریان، میزان خیرات در کلیسا و گزارش‌های سرپرستان کلیسا نشان می‌دهد که تأکید کمتری بر مقدسین، تصاویر و دعا برای مردگان وجود دارد. در ضمن تمرکز بیشتری بر نیاز به پشیمانی درونی بود تا انجام دادن مراسم برای توبه بیرونی با محوریت کلیسا. کاردینال پل خود عضوی از گروه تحت عنوان معنویون (Spirituali) بود، یک جنبش اصلاحی کاتولیک که با پروتستان‌ها بر وابستگی کامل انسان برای رستگار شدن از طریق ایمان اشتراکات زیادی داشت و بر دیدگاه‌های آگوستینی در مورد رستگاری تأکید داشت.  

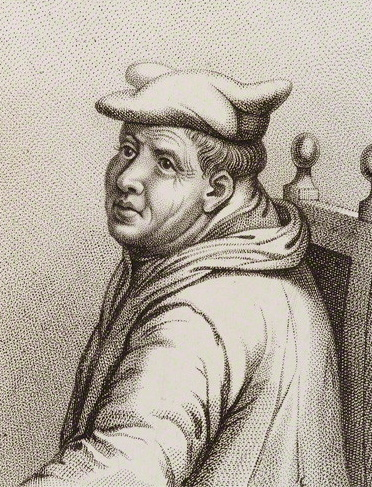
اسقف محافظه کار ادموند بونر

کاردینال پل سرانجام در سال ۱۵۵۶ جایگزین کرانمر به عنوان اسقف اعظم کانتربری شد، زیرا مسائل قضایی بین انگلستان و رم مانع برکناری کرانمر می‌شد. ماری می‌توانست کرانمر را به اتهام خیانت محاکمه و اعدام کند - او از ادعاهای لیدی جین گری حمایت کرده بود - اما او تصمیم گرفت که او را به جرم بدعت محاکمه کند. اظهار ندامت او از پروتستانیسم خود یک حرکت بزرگ بود. البته او به‌طور غیرمنتظره ای در آخرین لحظه از اظهار ندامت خود صرف نظر کرد، زیرا فهمیده بود قرار است در آتش سوزانده شود و بدین ترتیب پیروزی تبلیغاتی دولت ماری را خراب کرد. 
پل به عنوان نماینده پاپ، استان کانتربری و ایالت یورک را زیر نفوذ خودش داشت، که به او اجازه داد تا بر اصلاحات کاتولیک در سراسر انگلستان نظارت کند.  او دوباره تصاویر مقدسین و لباس رسمی اسقف‌ها را به کلیساها برگرداند. حدود ۲۰۰۰ روحانی متأهل از همسران خود جدا شدند، البته اکثریت آنها اجازه داشتند به کار خود به عنوان کشیش ادامه دهند.   پل توسط برخی از روشنفکران برجسته کاتولیک یعنی اعضای اسپانیایی گروه نظم دومینیکن: پدرو دو سوتو، خوان دی ویلاگارسیا و بارتولومه کارانزا کمک می‌شد. 
در سال ۱۵۵۶، پل به روحانیون دستور داد که هر یکشنبه یک فصل از دکترین سودمند و ضروری اسقف بونر را برای اعضای اسقف نشین خود بخوانند. کتاب بونر با الگوبرداری از کتاب پادشاه محصول سال ۱۵۴۳ بود، و بر اساس بررسی آموزه‌های اساسی کاتولیک بود که پیرامون اعتقادنامه رسولان، ده فرمان، هفت گناه مرگبار، هفت آیین، دعای خداوند، و سلام مریم سازماندهی شده بود.  بونر همچنین یک کلاس آموزشی برای کودکان و مجموعه ای از موعظه‌ها را منتشر می‌کرد. 

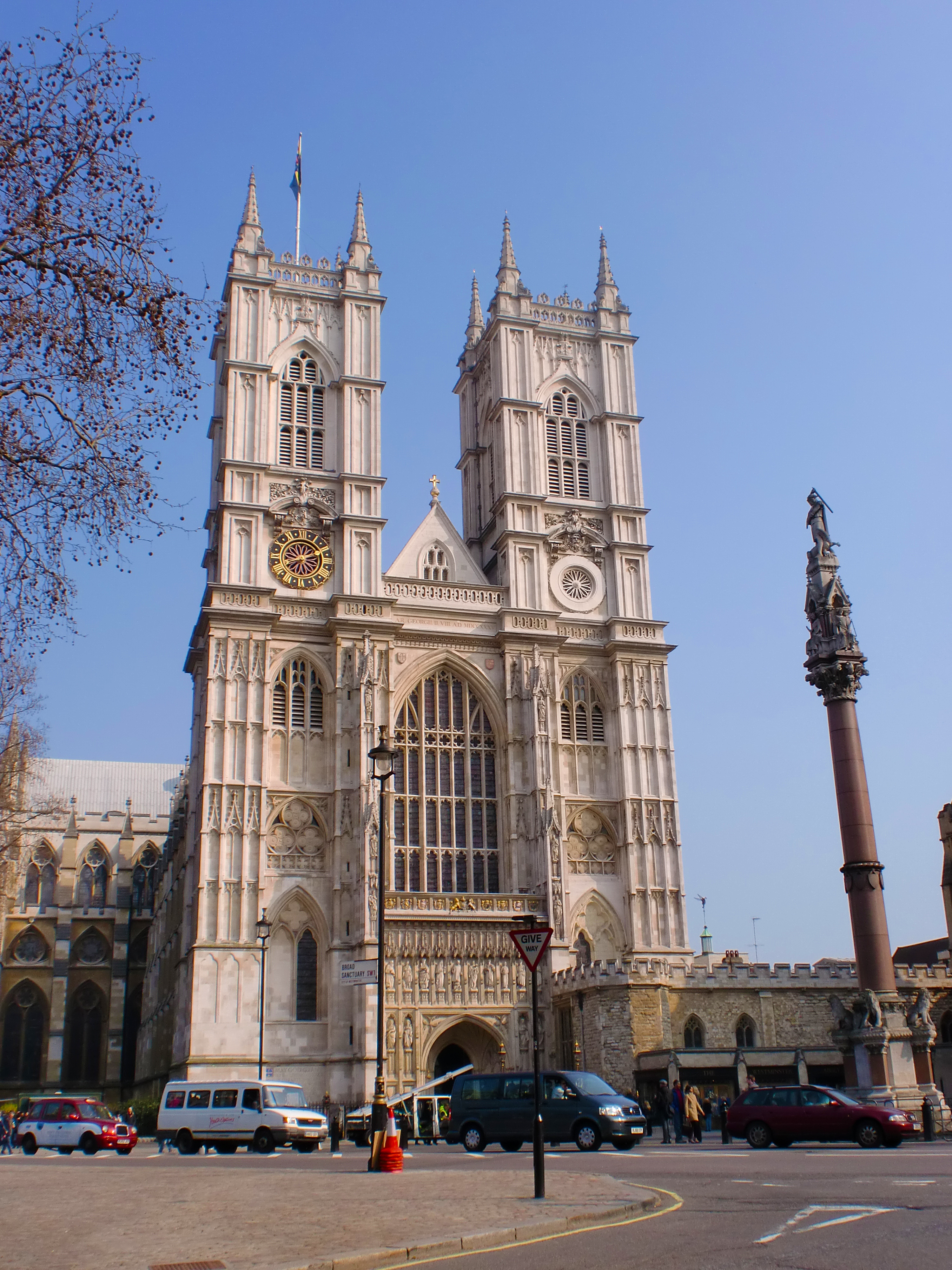
صومعه وست مینستر یکی از هفت صومعه بود که در طی بازسازی ماریان دوباره تأسیس شد.

از دسامبر ۱۵۵۵ تا فوریه ۱۵۵۶، کاردینال پل ریاست یک مجمع ملی قانونی را بر عهده داشت که مجموعه ای از احکام را با عنوان Reformatio Angliae یا اصلاحات انگلستان صادر می‌کرد.  اقدامات انجام شده توسط انجمن جلو انداختن بسیاری از اصلاحات در سراسر کلیسای کاتولیک پس از شورای ترنت بود.  پول معتقد بود که جهل و فقدان انضباط در میان روحانیون به آشوب مذهبی انگلستان منجر شده‌است و اصلاحات مجمع برای رفع هر دو مشکل طراحی شده‌است. غیبت روحانیون (عدم اقامت روحانیون در حوزه یا محله خود)، کثرت گرایی و سیمونی (فروش بخشش) محکوم شد.  موعظه در مرکز تبلیغات دینی قرار داده شد  و همه روحانیون باید برای مردم موعظه می‌کردند (رهبران و معاونینی که موفق به انجام آن نمی‌شدند جریمه شدند).  مهم‌ترین بخش این طرح، دستور تأسیس حوزه علمیه در هر حوزه بود که جایگزین شیوه‌های بی‌نظم سابق که در آن کشیش‌ها آموزش می‌دیدند، شدند. شورای ترنت بعداً سیستم حوزه علمیه را بر بقیه کلیسای کاتولیک تحمیل کرد.  همچنین برای اولین بار بود که خیمه محراب را که برای ذخیره نان عشای ربانی برای عبادت و ستایش استفاده می‌شد، معرفی شد. 
ماری هر چه در توان داشت برای بازگرداندن امور مالی کلیسا و زمین‌های تصرف شده در دوران سلطنت پدر و برادرش، انجام داد. در سال ۱۵۵۵، او درآمد کلیساها را به خود کلیسا بازگرداند، و از طرف دیگر مسئولیت پرداخت حقوق بازنشستگی روحانیون سابق بر عهده گرفت. او شش مکان مذهبی را با پول خود بازسازی کرد، به ویژه کلیسای وست مینستر برای بندیکتین‌ها و ابی سیون برای بریجتین‌ها.  با این حال، هنوز محدودیت‌هایی برای آنچه که می‌توان بازسازی کرد وجود داشت. تنها هفت مکان مذهبی بین سال‌های ۱۵۵۵ و ۱۵۵۸ بازگشایی شد، در صورتی که برنامه‌هایی برای بازسازی‌های بیشتر وجود داشت. از ۱۵۰۰ روحانی سابق که هنوز زنده بودند، تنها حدود صد نفر زندگی رهبانی را از سر گرفته بودند و فقط تعداد کمی از چنتری‌ها دوباره تأسیس شدند. تغییر ماهیت اهدای خیرات مانع از بازگشایی‌های بیشتر شد. 
در میان مورخان بحث‌هایی وجود دارد که چقدر این بازسازی‌ها در سطح محلی پر جنب و جوش بوده‌است. به گفته مورخ ای‌جی دیکنز، «مذهب در ناحیه‌های اسقف نشین با عدوم حصول نتیجه مذهبی و فرهنگی روبرو شد» ، اگرچه کریستوفر هیگ شور و شوق مذهبی را در آن دوران مشاهده می‌کند، که البته با نتایج ضعیفی که باعث فقر بیشتر شد، خدشه‌دار شد.  پس از تقریباً یک دهه کاهش استخدام برای روحانیون انگلیسی، دوباره استخدام‌ها افزایش یافت.  تعمیرات کلیساهایی که مدت‌ها نادیده گرفته شده بودند آغاز شد. در اسقف نشین‌ها، «مرمت و تعمیر ادامه یافت، ناقوس‌های جدید خریداری شد و مراسم‌های خیریه سود بی نظیری داشتند».  جشن‌های بزرگ کلیسا با نمایش‌ها و راهپیمایی‌ها بازسازی می‌شد. با این حال، تلاش اسقف بونر برای برپایی مراسم‌های هفتگی در سال ۱۵۵۶ با شکست مواجه شد. هیگ می‌نویسد که در سال‌هایی که مراسم‌ها ممنوع بود، مردم «استفاده‌های بهتر از زمان خود» و همچنین «استفاده‌های بهتر از پول خود به نسبت گذاشتن شمع جلوی تصاویر» کشف کرده بودند.  تمرکز بر روی «مسیح مصلوب، در عشای ربانی، راهپیمایی و فداکاری کورپوس کریستی» بود. 

### موانع
پروتستان‌هایی که حاضر به انطباق‌های مورد نظر حاکمیت نبودند مانعی بر سر راه برنامه‌های کاتولیک باقی ماندند. حدود ۸۰۰ پروتستان از انگلیس گریختند تا در مناطق پروتستانی آلمان و سوئیس امنیت پیدا کنند و شبکه‌هایی از تشکل‌های مستقل را ایجاد کردند. این تبعیدی‌ها که از آزار و شکنجه در امان بودند، کمپین‌های تبلیغاتی علیه اصول مذهبی کاتولیک و ازدواج ملکه تشکیل دادند و گاهی اوقات نیز خواستار شورش بودند.   کسانی که در انگلستان ماندند مجبور شدند اعمال مذهبی را در خفا انجام دهند و یکدیگر را در گروه‌های زیرزمینی ملاقات کنند. 

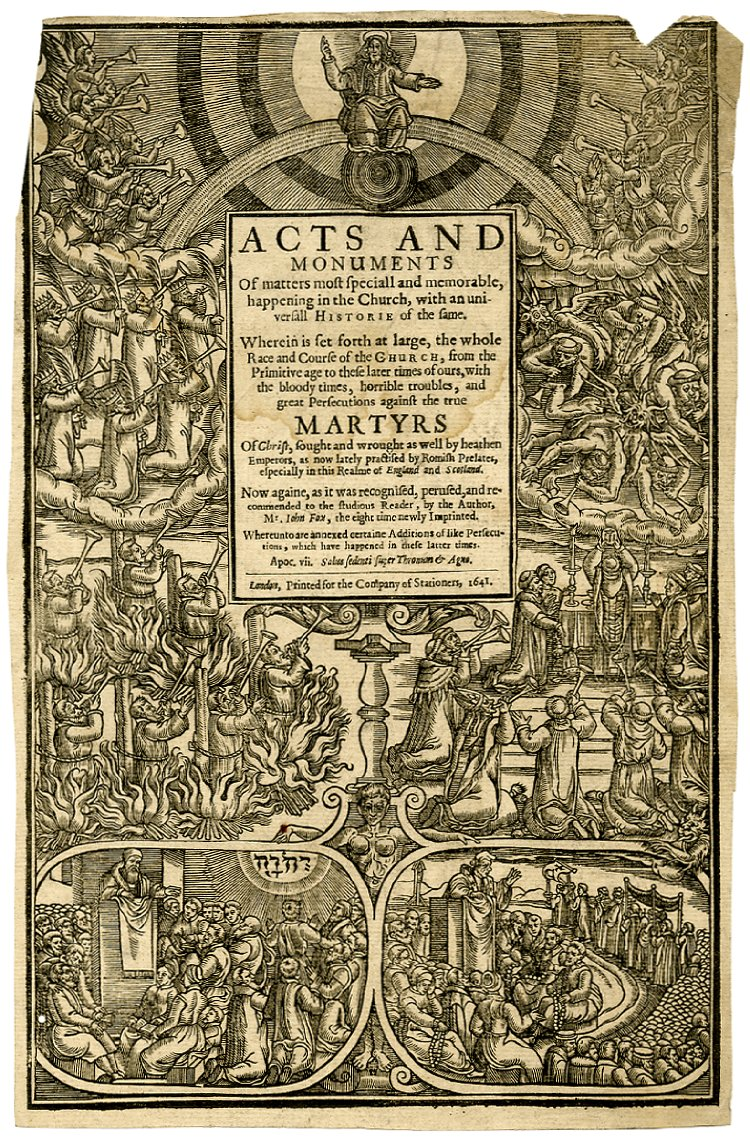
کتاب شهدای جان فاکس

در سال ۱۵۵۵، لحن آشتی جویانه نظام حاکم با احیای قوانین بدعت در قرون وسطی، که مجازات اعدام را به عنوان مجازات بدعت گذار مجاز می‌کرد، تغییر کرد و سیاست‌ها محافظه کارانه تر شد..  البته آزار و شکنجه بدعت گذاران ناهماهنگ بود - برخی دستگیری‌ها توسط شورای خصوصی، برخی دیگر توسط اسقف‌ها و برخی دیگر توسط قضات غیر روحانی انجام می‌شد.  پروتستان‌ها معمولاً به دلیل برخی اعمال مخالف، مانند تقبیح مراسم عشای ربانی یا امتناع از برگزاری آیین‌های مقدس، توجه‌ها را به خود جلب می‌کردند.   یک اقدام خشونت‌آمیز خاص برای اعتراض، ضربه زدن با چاقو توسط ویلیام فلاور به کشیشی بود که طی مراسم عید پاک در روز یکشنبه ۱۴ آوریل ۱۵۵۵ انجام شد. انتخاب بین مرگ و امضای اظهار ندامت.  در برخی موارد، پروتستان‌ها پس از خودداری از اظهار ندامت، در آتش سوزانده شدند. 
حدود ۲۸۴ پروتستان به جرم بدعت در آتش سوزانده شدند.  چندین اصلاح‌گر برجسته از جمله توماس کرانمر، هیو لاتیمر، نیکلاس ریدلی، جان راجرز، جان هوپر، رابرت فرار، رولند تیلور و جان برادفورد اعدام شدند.  چهره‌های کمتر شناخته شده نیز در میان قربانیان بودند، از جمله حدود ۵۱ زن مانند جوآن واست و اگنس پرست.  هارگریو در اینباره می‌نویسد که آزار و شکنجه ماری بر اساس «استانداردهای دوران خود» «بیش از حد» نبود. با این حال، «در سابقه انگلیس بی‌سابقه بود».  مورخ کریستوفر هایگ می‌نویسد که این اقدامات نه تنها «در ترساندن پروتستان‌ها شکست خورد»، که شجاعت آنها در مواجه با خطر باعث الهام دیگران شد. با این حال، «یک فاجعه تمام عیار نبود: اگر به آرمان کاتولیک‌ها کمکی نکرد، آسیب زیادی نیز به آن وارد نکرد.»  پس از مرگ ماری، ملکه به دلیل تأثیر جان فاکس، یکی از تبعیدیان دوره زمامداری ماری، به «ماری خونین» معروف شد.  کتاب شهدای فاکس که در سال ۱۵۶۳ منتشر شد، گزارشی از اعدام‌های آن دوره را ارائه کرد و در سال ۱۵۷۱ مجمع کانتربری دستور داد که کتاب فاکس باید در هر کلیسای جامع کشور قرار داده شود. 
البته تلاش‌های ماری برای احیای آیین کاتولیک، توسط خود کلیسای کاتولیک ناکام ماند. پاپ پل چهارم به فیلیپ اعلام جنگ کرد و پل را به رم فراخواند تا او را به عنوان یک بدعت گذار محاکمه کند. مریم اجازه نداد او برود؛ بنابراین حمایتی که او از یک پاپ سپاسگزار انتظار داشت عملاً از بین رفت.  از سال ۱۵۵۷، پاپ از تأیید اسقف‌های انگلیسی امتناع کرد، که منجر به ایجاد نقطه ضعف و در نهایت آسیب رساندن به برنامه مذهبی ماری شد. 
با وجود این موانع، مرمت ۵ ساله با موفقیت انجام شد. در میان اکثریت مردم حمایت از مذهب سنتی وجود داشت و پروتستان‌ها در اقلیت باقی ماندند. در نتیجه، پروتستان‌هایی مانند توماس بنتام که مخفیانه به جماعت‌های زیرزمینی گسیل می‌شدند، در حال برنامه‌ریزی برای یک مبارزه طولانی مدت برای بقای خود بودند. مرگ ماری در نوامبر ۱۵۵۸، بدون فرزند و بدون در نظر گرفتن شخصی با عقاید کاتولیک برای جانشینی او، به این معنی بود که خواهر پروتستان او الیزابت ملکه بعدی خواهد بود. 

## توافق الیزابت

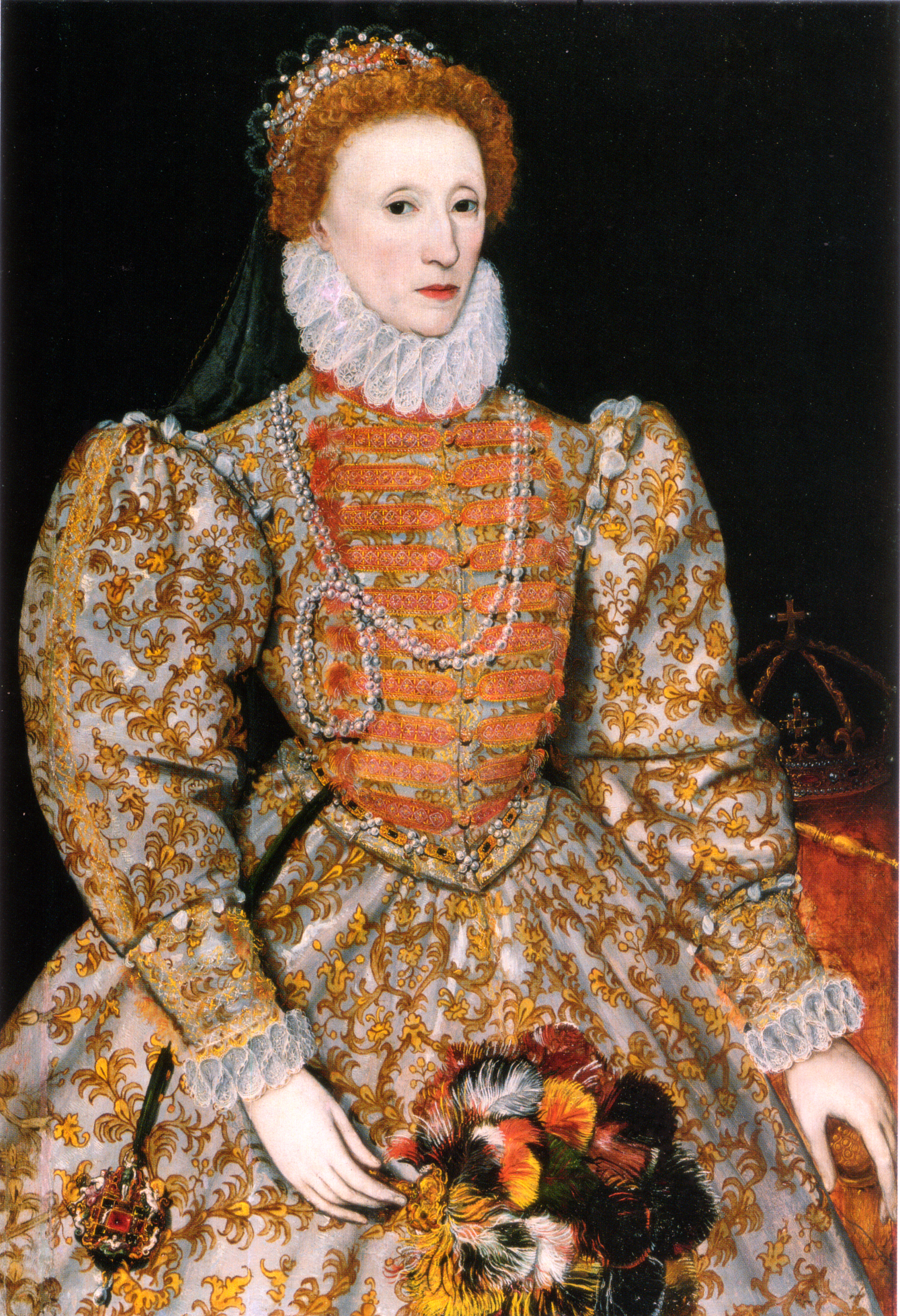
ملکه الیزابت اول انگلستان ؛ او به یک توافق مذهبی با رویکردی معتدل رسید.

الیزابت اول سلطنتی را به ارث برد که در آن اکثریت مردم و به ویژه نخبگان سیاسی از نظر مذهبی محافظه کار بودند و متحد اصلی انگلستان اسپانیا، کشوری با عقاید کاتولیک بود.  به این دلایل، اعلامیه جلوس او به عنوان ملکه، هرگونه «نقض یا تغییر دستورها یا کاربردهایی را که در حال حاضر در قلمرو ایجاد شده‌است» ممنوع کرد.  این موضع‌گیری موقتی بود. ملکه جدید پروتستان بود، هرچند از نوع محافظه کار.  او همچنین دولت جدید خود را مملو از پروتستان کرد. منشی اصلی ملکه، سر ویلیام سسیل، یک پروتستان میانه‌رو بود.  شورای خصوصی او مملو از سیاستمداران سابق در دوران ادوارد بودند و فقط پروتستان‌ها بودند که در دربار سلطنتی موعظه می‌کردند.  
در سال ۱۵۵۸، پارلمان قانون برتری را تصویب کرد که استقلال کلیسای انگلستان از رم را دوباره برقرار کرد و به الیزابت عنوان فرماندار عالی کلیسای انگلستان را اعطا کرد. قانون یکنواختی سال ۱۵۵۹، کتاب دعای مشترک سال ۱۵۵۹ را مجاز کرد، که نسخه اصلاح شده‌ای از کتاب دعای ۱۵۵۲ در دوران سلطنت ادوارد بود. برخی اصلاحات برای جلب توجه کاتولیک‌ها و لوتریان انجام شد، از جمله دادن آزادی عمل بیشتر به افراد در مورد اعتقاد به حضور فیزیکال مسیح و اجازه استفاده کشیش‌ها از لباس‌های سنتی خود. در سال ۱۵۷۱، سی و نه ماده به عنوان بیانیه ای برای اعتراف به گناه، برای کلیسا پذیرفته شد و کتاب موعظه‌ها منتشر شد که در آن الهیات اصلاح شده کلیسا با جزئیات بیشتر توضیح داده شد.
توافق الیزابتی منجر به تأسیس کلیسایی شد که از نظر اصول حاکم بر آن اصلاح شده بود، اما ویژگی‌های خاصی از کاتولیک قرون وسطی را نیز حفظ کرد، مانند کلیساهای جامع، گروه‌های کر کلیسا، مراسم مذهبی رسمی مندرج در کتاب دعا، لباس‌های سنتی و طرز اداره کردن اسقف‌ها.  به گفته مورخ دیارمید مک کالوچ، درگیری‌ها بر سر توافق الیزابتی از «تنش بین ساختار کاتولیک و الهیات پروتستان» ناشی می‌شود.  در طول سلطنت الیزابت و جیمز اول، چندین جناح در کلیسای انگلستان شکل گرفتند.
«پاپیست‌های کلیسا» کاتولیک‌هایی بودند که در ظاهر کلیسای مستقر را قبول داشتند ولی در عین حال ایمان کاتولیک خود را مخفیانه حفظ کردند. مقامات کاتولیک با چنین انطباق ظاهری مخالفت کردند. مخالفان، کاتولیک‌هایی بودند که طبق قانون از شرکت در مراسم کلیسای انگلستان خودداری کردند.  کسانی که در مراسم‌ها شرکت نمی‌کردند با جریمه ۲۰ پوندی در ماه (پنجاه برابر دستمزد یک صنعتگر) مجازات می‌شد.  تا سال ۱۵۷۴، مخالفان کاتولیک یک کلیسای کاتولیک زیرزمینی، متمایز از کلیسای انگلستان، سازماندهی کردند. با این حال، دو نقطه ضعف عمده داشت: از دست دادن عضویت به دلیل تطابق کامل پاپیست‌های کلیسا با کلیسای انگلستان و کمبود کشیش. بین سالهای ۱۵۷۴ تا ۱۶۰۳، ۶۰۰ کشیش کاتولیک به انگلستان فرستاده شدند.  هجوم کشیشان آموزش دیده کاتولیک خارجی، شورش ناموفق ارل‌های شمالی، تکفیر الیزابت و کشف توطئه ریدولفی، همه به این تصور کمک کردند که کاتولیک‌ها خیانتکار هستند.  اعدام‌های کشیش‌های کاتولیک بیشتر شد - اولین اعدام در سال ۱۵۷۷، چهار مورد در سال ۱۵۸۱، یازده مورد در سال ۱۵۸۲، دو مورد در سال ۱۵۸۳، شش نفر در سال ۱۵۸۴، پنجاه و سه مورد تا سال ۱۵۹۰، و هفتاد نفر دیگر بین سال‌های ۱۶۰۱ و ۱۶۰۸   در سال ۱۵۸۵، ورود یک کشیش کاتولیک به کشور و همچنین کمک یا پناه دادن به او به خیانت تبدیل شد.  با از بین رفتن نسل قدیمی کشیشان متمرد، مذهب کاتولیک در میان طبقات پایین در شمال، غرب و در ولز فروپاشید. بدون کشیش، این طبقات اجتماعی به کلیسای انگلستان سرازیر شدند و آیین‌های کاتولیک فراموش شد. با مرگ الیزابت در سال ۱۶۰۳، مذهب کاتولیک به "دین یک فرقه کوچک" تبدیل شد که عمدتاً به خانواده‌های اعیانی محدود می‌شد. 
به تدریج، انگلستان به یک کشور پروتستان تبدیل شد. در دهه ۱۵۸۰، پروتستان‌های سازگار (آنهایی که رویه مذهبی خود را با توافق مذهبی الیزابت مطابقت دادند) در حال تبدیل شدن به اکثریت بودند.  کالوینیسم مورد توجه بسیاری از سازگاران بود و روحانیون کالوینیست در زمان سلطنت الیزابت بهترین اسقف نشین‌ها و دانشکده‌ها را داشتند.  سایر کالوینیست‌ها از عناصر توافق الیزابت ناراضی بودند و خواهان اصلاحات بیشتر برای تبدیل کلیسای انگلستان به کلیساهای پروتستان قاره ای بودند. کالوینیست‌های ناسازگار به پیوریتن‌ها معروف شدند. برخی از پیوریتن‌ها از تعظیم به نام عیسی، نشان دادن صلیب در غسل تعمید، استفاده از حلقه‌های ازدواج یا موسیقی ارگ در کلیسا خودداری کردند. آنها به ویژه از الزام روحانیون به پوشیدن لباس سفید و کلاه‌های مخصوص روحانیت ناراحت بودند.  روحانیون پیوریتن ترجیح می‌دادند لباس‌های آکادمیک سیاه رنگ بپوشند.  بسیاری از پیوریتن‌ها معتقد بودند که کلیسای انگلستان باید از کلیساهای اصلاح‌شده در سایر بخش‌های اروپا پیروی کند و سیاست پروتستانی را اتخاذ کند، که تحت آن حکومت اسقف‌ها با حکومت بزرگان جایگزین می‌شود.  با این حال، تمام تلاش‌ها برای اعمال اصلاحات بیشتر از طریق پارلمان توسط ملکه محدود شد. 

## عواقب

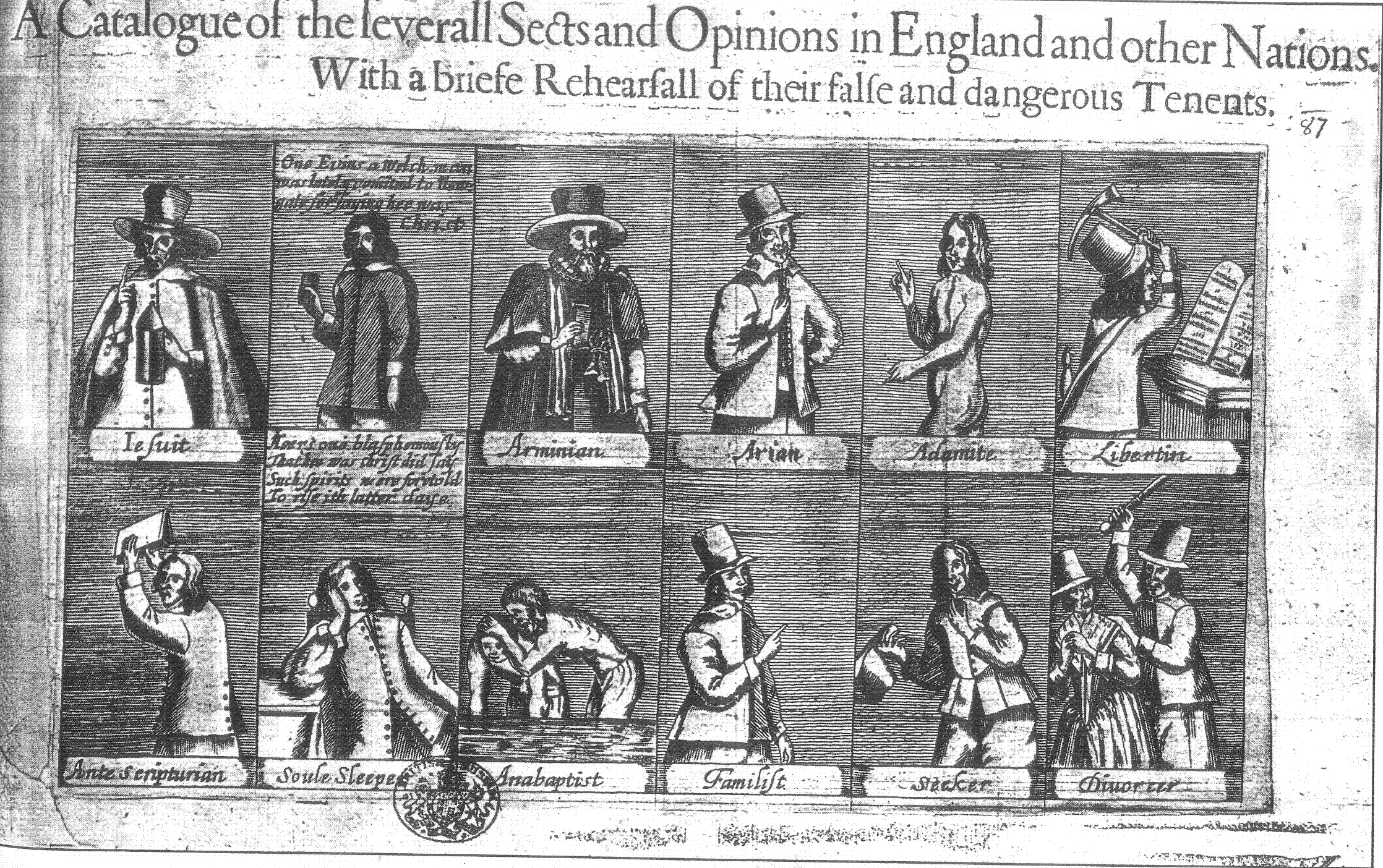
چاپ عامه پسند جدلی با فهرست فرقه‌ها، ۱۶۴۷.

به‌طور سنتی، مورخان تاریخ پایان اصلاحات انگلیس را توافق مذهبی الیزابت می‌دانند. البته کسانی نیز وجود دارند که از «اصلاحات طولانی مدت» حمایت می‌کنند که تا قرن ۱۷ و ۱۸ ادامه یافت. 
در اوایل دوره استوارت، الهیات غالب کلیسای انگلستان هنوز کالوینیسم بود، اما گروهی از روحانیون مرتبط با اسقف لانسلوت اندروز با بسیاری از جنبه‌های اصلاح‌شده، به‌ویژه آموزه‌های آنها در مورد جبر، مخالف بودند. آنها به جای اصلاح طلبان به پدران کلیسا نگاه می‌کردند و ترجیح می‌دادند از کتاب دعای ۱۵۴۹ استفاده کنند.  به دلیل اعتقاد آنها به اراده آزاد، این جناح جدید به عنوان حزب آرمینیان شناخته می‌شود، اما گرایش کلیسایی بالای آنها بحث برانگیزتر بود. جیمز اول سعی کرد بین نیروهای پیوریتن در کلیسای خود با پیروان اندروز تعادل برقرار کند و به بسیاری از آنها در پایان سلطنت خود ارتقای شغلی داد. 
در طول سلطنت چارلز اول، معتقدان به آرمینی‌ها در حال رشد بودند و ارتباط نزدیکی با ویلیام لاد، اسقف اعظم کانتربری (۱۶۳۳–۱۶۴۵) داشتند. لاد و پیروانش بر این باور بودند که اصلاحات بیش از حد پیش رفته و «حرکتی ضدانقلابی با نام «زیبایی تقدس» راه انداختند تا ابهت از دست رفته در عبادت را بازیابی کنند و حیثیت از دست رفته کشیشان را بازگردانند».  اگرچه، لائودیانیسم هم در بین پیوریتن‌ها و هم برای پیروان کتاب دعا محبوبیت نداشت. جنگ داخلی انگلیس منجر به سرنگونی چارلز اول شد و پارلمان تحت تسلط پیوریتن‌ها شروع به از بین بردن توافق الیزابت کرد.  با این حال، پیوریتن‌ها بین خود اختلافاتی داشتند و نتوانستند بر سر جایگزین کردن توافق مذهبی به نتیجه مشخص برسند. انواع جنبش‌های مذهبی جدید، از جمله باپتیست‌ها، کویکرها، رانترها، جویندگان، حفارها، ماگلتون‌ها و سلطنت‌طلبان پنجم ظاهر شدند. 
احیای سلطنت در سال ۱۶۶۰ امکان بازسازی توافق الیزابت را نیز فراهم کرد، اما کلیسای انگلستان اساساً تغییر کرده بود. "اجماع ژاکوبین " در هم شکست.  بسیاری از پیوریتن‌ها تمایلی به انطباق نداشتند و علم مخالفتبدست گرفتند. اکنون خارج از کلیسای رسمی، جنبش‌های مختلف پیوریتن به فرقه‌های جداگانه تبدیل شدند: جماعت‌گرایان، پرسبیتری‌ها و باپتیست‌ها. 
پس از بازسازی، انگلیکانیسم به عنوان یک عرف قابل توجه در جامعه موضوعیت پیدا کرد.  از ریچارد هوکر آنگلیکانیسم، اعتقاد به «ارزش معنوی مثبت در مراسم و مناسک و برای یک خط ناگسستنی جانشینی از کلیسای قرون وسطایی تا کلیسای امروزی با نام کلیسای آخرالزمانی انگلیس» را به ارث برد.  از آرمینیان، الهیات اسقفی و قدردانی از عبادت به دست آورد. از پیوریتن‌ها و کالوینیست‌ها، «انگیزه متناقضی برای ادعای برتری کتاب مقدس و موعظه به ارث برده‌است». 
نیروهای مذهبی طرد شده از اصلاحات، در نهایت یکنواختی مذهبی را از بین بردند. مخالفان پروتستان با قانون مدارای ۱۶۸۸ از آزادی عبادت برخوردار شدند. کاتولیک‌ها بیشتر طول کشید تا شامل حال قانون مدارا شوند. قوانین جزایی که کاتولیک‌ها را از داشتن زندگی عادی منع می‌کرد در دهه ۱۷۷۰ لغو شدند. کاتولیک‌ها در سال ۱۸۲۹ مجاز به رأی دادن و حضور در پارلمان بودند (به رهایی کاتولیک مراجعه کنید). 

### فهرست کتاب ها
- Aston, Margaret (1993). The King's Bedpost: Reformation and Iconography in a Tudor Group Portrait. Cambridge University Press. ISBN 9780521484572.
- Bernard, G. W. (June 1990). "The Church of England c.1529–c.1642". History. Wiley. 75 (244): 183–206. doi:10.1111/j.1468-229X.1990.tb01514.x. JSTOR 24420971.
- Bray, Gerald, ed. (1994). Documents of the English Reformation, 1526–1701. Library of Ecclesiastical History. James Clarke and Company. ISBN 978-0227172391.
- Bremer, Francis J. (2009). Puritanism: A Very Short Introduction. Oxford University Press. ISBN 9780199740871.
- Brigden, Susan (2000). New Worlds, Lost Worlds: The Rule of the Tudors, 1485–1603. Allen Lane. ISBN 9781101563991.
- Byford, Mark (1998). "The Birth of a Protestant Town: The Process of Reformation in Tudor Colchester, 1530–80".  In Collinson, Patrick; Craig, John (eds.). The Reformation in English Towns, 1500–1640. Macmillan. pp. 23–47. ISBN 9781349268320.
- Cavill, P. R. (December 2013). "Heresy and Forfeiture in Marian England". The Historical Journal. Cambridge University Press. 56 (4): 879–907. doi:10.1017/S0018246X13000277. JSTOR 24528854. S2CID 159856083.
- Coffey, John; Lim, Paul C. H., eds. (2008). The Cambridge Companion to Puritanism. Cambridge Companions to Religion. Cambridge University Press. ISBN 978-0-521-67800-1.
- Craig, John (2008), "The Growth of English Puritanism",  in Coffey, John; Lim, Paul C. H. (eds.), The Cambridge Companion to Puritanism, Cambridge Companions to Religion, Cambridge University Press, pp. 34–47, ISBN 978-0-521-67800-1
- Dickens, A. G. (1959). Lollards and Protestants in the Diocese of York 1509–1558. London: Oxford University Press. ISBN 978-0197134085.
- —— (1966). Reformation and Society in 16th-Century Europe. Thames and Hudson.
- —— (1989). The English Reformation (2nd ed.). London: New York, Schocken Books.
- Duffy, Eamon (2001). The Voices of Morebath: Reformation and Rebellion in an English Village. Yale University Press. ISBN 978-0300098259.
- —— (2005). The Stripping of the Altars: Traditional Religion in England, ح. 1400 – ح. 1580 (2nd ed.). Yale University Press. ISBN 978-0-300-10828-6.
- —— (2006). "The English Reformation After Revisionism". Renaissance Quarterly. 59 (3): 720–731. doi:10.1353/ren.2008.0366. JSTOR 10.1353/ren.2008.0366. S2CID 154375741.
- Elton, G. R. (1982). The Tudor Constitution: Documents and Commentary (2nd ed.). Cambridge University Press. ISBN 978-0521287579.
- —— (1991). England Under the Tudors (3rd ed.). Routledge. ISBN 978-0415065337.
- Graham-Dixon, Andrew (1996). A History of British Art. University of California Press. ISBN 978-0-520-22376-9.
- Haigh, Christopher (1993). English Reformations: Religion, Politics, and Society Under the Tudors. Oxford University Press. ISBN 978-0-19-822162-3.
- —— (1997). "Religion". Transactions of the Royal Historical Society. 7: 281–299. doi:10.2307/3679281. JSTOR 3679281.
- Hargrave, O. T. (March 1982). "Bloody Mary's Victims: The Iconography of John Foxe's Book of Martyrs". Historical Magazine of the Protestant Episcopal Church. Historical Society of the Episcopal Church. 51 (1): 7–21. JSTOR 42973872.
- Hazlett, W. Ian P. (1995). "Settlements: The British Isles".  In Brady, Thomas A. Jr.; Oberman, Heiko A.; Tracy, James D. (eds.). Handbook of European History 1400–1600: Late Middle Ages, Renaissance, and Reformation. Vol. 2: Visions, Programs and Outcomes. Brill. pp. 455–490. ISBN 9789004097629.
- Heal, Felicity (2003). Reformation in Britain and Ireland. The Oxford History of the Christian Church. Oxford University Press. ISBN 0198269242.
- Hearn, Karen (1995). Dynasties: Painting in Tudor and Jacobean England, 1530–1630. Tate Publishing. ISBN 9781854371577.
- Hefling, Charles (2021). The Book of Common Prayer: A Guide. Guides to Sacred Texts. Oxford University Press. doi:10.1093/oso/9780190689681.001.0001. ISBN 9780190689681.
- Jones, Cheslyn; Wainwright, Geoffrey; Yarnold, Edward; Bradshaw, Paul, eds. (1992). The Study of Liturgy (revised ed.). SPCK. ISBN 978-0-19-520922-8.
- Lacey, Robert (1972). The Life and Times of Henry VIII. Book Club Associates.
- Lehmberg, Stanford (1970). The Reformation Parliament, 1529–1536. Cambridge University Press. ISBN 9780521076555.
- Loach, Jennifer (1999). Edward VI. Yale English Monarchs. Yale University Press. ISBN 9780300094091.
- Loades, David (Winter 1989). "The Reign of Mary Tudor: Historiography and Research". Albion: A Quarterly Journal Concerned with British Studies. The North American Conference on British Studies. 21 (4): 547–558. doi:10.2307/4049536. JSTOR 4049536.
- MacCulloch, Diarmaid (1996). Thomas Cranmer: A Life (revised ed.). London: Yale University Press. ISBN 9780300226577.
- —— (1999). The Boy King: Edward VI and the Protestant Reformation. University of California Press. ISBN 978-0520234024.
- —— (2001). The Later Reformation in England, 1547–1603. British History in Perspective (2nd ed.). Palgrave. ISBN 9780333921395.
- —— (2003). The Reformation: A History. Penguin Books. ISBN 978-0-14-303538-1.
- —— (December 2005). "Putting the English Reformation on the Map". Transactions of the Royal Historical Society. Cambridge University Press. 15: 75–95. doi:10.1017/S0080440105000319. JSTOR 3679363. S2CID 162188544.
- Maltby, Judith (1998). Prayer Book and People in Elizabethan and Early Stuart England. Cambridge University Press. ISBN 9780521793872.
- —— (2006). "The Prayer Book and the Parish Church: From the Elizabethan Settlement to the Restoration".  In Hefling, Charles; Shattuck, Cynthia (eds.). The Oxford Guide to The Book of Common Prayer: A Worldwide Survey. Oxford University Press. pp. 79–92. ISBN 978-0-19-529756-0.
- Marshall, Peter (2017). Heretics and Believers: A History of the English Reformation. Yale University Press. ISBN 978-0300170627.
- Mackie, J. D. (1952). The Earlier Tudors, 1485–1558. Oxford History of England. Oxford University Press. ISBN 978-0198217060.
- Moorman, John R. H. (1973). A History of the Church in England (3rd ed.). Morehouse Publishing. ISBN 978-0819214065.
- —— (1983). The Anglican Spiritual Tradition. Darton, Longman and Todd. ISBN 978-0-87243-125-6.
- Morris, T. A. (1998). Europe and England in the Sixteenth Century. Routledge. ISBN 978-1134748204.
- Phillips, Roderick (1991). Untying the Knot: A Short History of Divorce. Cambridge University Press. ISBN 978-0521423700.
- Ridley, Jasper (1962). Thomas Cranmer. Oxford: Clarendon Press. OCLC 398369.
- Roddy, Kate (Winter 2016). "Recasting Recantation in 1540s England: Thomas Becon, Robert Wisdom, and Robert Crowley". Renaissance and Reformation. 39 (1): 63–90. doi:10.33137/rr.v39i1.26543. JSTOR 43918982.
- Ryrie, Alec (2009). The Age of Reformation: The Tudor and Stewart Realms 1485–1603. Harlow: Pearson Education. ISBN 978-1405835572.
- Ryrie, Alec (2017). The Age of Reformation: The Tudor and Stewart Realms, 1485–1603. Religion, Politics and Society in Britain (2nd ed.). Routledge. ISBN 978-1-315-27214-6.
- Scruton, Roger (1996). A Dictionary of Political Thought. Macmillan. ISBN 9780333647868.
- Shagan, Ethan H. (2017). "The Emergence of the Church of England, c. 1520–1553".  In Milton, Anthony (ed.). The Oxford History of Anglicanism. Vol. 1: Reformation and Identity, c. 1520–1662. Oxford University Press. pp. 28–44. ISBN 9780199639731.
- Slavin, Arthur J. (1990). "G. R. Elton: On Reformation and Revolution". The History Teacher. 23 (4): 405–431. doi:10.2307/494396. JSTOR 494396.
- Smith, Herbert Maynard (1938). Pre-Reformation England. London: Palgrave Macmillan. ISBN 9781349004065.
- Spinks, Bryan (2006). "From Elizabeth I to Charles II".  In Hefling, Charles; Shattuck, Cynthia (eds.). The Oxford Guide to The Book of Common Prayer: A Worldwide Survey. Oxford University Press. pp. 44–54. ISBN 978-0-19-529756-0.
- Tanner, J. R. (1930). Tudor Constitutional Documents A.D. 1485–1603: With an Historical Commentary (2nd ed.). Cambridge University Press. ISBN 978-1107679405.
- Thompson, Bard (1961). Liturgies of the Western Church. ISBN 0-529-02077-7.
- Vidmar, John (2005). English Catholic Historians and the English Reformation: 1585–1954. Brighton: Sussex Academic Press. OCLC 54966133.
- Ward, Cedric (Autumn 1981). "The House of Commons and the Marian Reaction 1553–1558" (PDF). Andrews University Seminary Studies. Andrews University Press. 19 (3): 227–241. Archived (PDF) from the original on 28 September 2015.
- Warnicke, Retha (1983). Women of the English Renaissance and Reformation. Praeger.

1. ↑  (Brigden 2000، ص. 103) writes, "He … believed he that he could keep his own secrets … but he was often deceived and he deceived himself."
2. ↑  (Brigden 2000، ص. 111) notes that Anne's music book contained an illustration of a falcon pecking at a pomegranate: the falcon was her badge, the pomegranate, that of Granada, Catherine's badge.
3. ↑  According to (Marshall 2017، ص. 164), "Henry wanted an annulment—a formal and legal declaration of the marriage's invalidity. Yet the word contemporaries used, divorce, captures better the legal and emotional turmoil."
4. ↑  (Marshall 2017، صص. 166–167) points out that "[i]nconveniently for Henry, another Old Testament verse (Deut. 25:5) seemingly qualified the Levitical prohibition, commanding a man to take to wife his deceased brother's widow, if there had been no child."
5. ↑  According to (Brigden 2000، ص. 107), Henry was no innocent: he sought influence in European affairs and, in pursuance of it, his relationship with the French was ambivalent and essentially treacherous.
6. ↑  (Haigh 1993، ص. 162) argues that the Litany and Primer were largely traditional devotions and that the popularity of the Primer "suggest a continued vitality in conventional religion". (Marshall 2017، صص. 291, 293), however, argues that both the Litany and Primer were reformed in outlook, especially in their reduced emphasis on the invocation of saints. They were successful, he writes, in "taking an old-fashioned form and subverting its traditional purposes". (Duffy 2005، صص. 446–447) agrees with Marshall.
7. ↑  According to (MacCulloch 1996، صص. 356–357), Cranmer believed Henry would have pursued a radical iconoclastic policy and a transformation of the mass into a Protestant communion service if he had lived.
8. ↑  (Duffy 2005، ص. 481) reports that in Ludlow in Shropshire the parishioners complied with the orders to remove the rood and other images in 1547 but the same year spent money on making up the canopy to be carried over the Blessed Sacrament on the feast of Corpus Christi.
9. ↑  (MacCulloch 1996، صص. 461, 492) quotes Cranmer as explaining "And therefore in the book of the holy communion, we do not pray that the creatures of bread and wine may be the body and blood of Christ; but that they may be to us the body and blood of Christ" and also "I do as plainly speak as I can, that Christ's body and blood be given to us in deed, yet not corporally and carnally, but spiritually and effectually."
10. ↑  Among many examples provided by (Duffy 2005، صص. 484–485): in Haddenham, Cambridgeshire, a chalice, paten and processional cross were sold and the proceeds devoted to flood defences; in the wealthy Rayleigh parish, £10 worth of plate was sold to pay for the cost of the required reforms—the need to buy a parish chest, Bible and communion table.
11. ↑  (Duffy 2005، ص. 490) writes that at Long Melford a church patron named Sir John Clopton bought up many of the images, probably to preserve them.
12. ↑  (Haigh 1993، صص. 262f): "...England judicially murdered more Roman Catholics than any other country in Europe."